# Fernando Alonso
Pour les articles homonymes, voir Fernando Alonso (danseur) et Alonso.
Alonso  Díaz est un nom espagnol. Le premier nom de famille, en général paternel, est Alonso ; le second, en général maternel, souvent omis, est Díaz.
Fernando Alonso, né le 29 juillet 1981 à Oviedo, est un pilote automobile espagnol, premier champion du monde de Formule 1 de l'histoire de son pays, en 2005, au volant d'une Renault, titre qu'il conserve l'année suivante avec la même écurie. Fernando Alonso totalise 32 victoires en Formule 1 (entre 2003 et 2013) et deux succès aux 24 Heures du Mans lors des éditions 2018 et 2019. En 2022, il dépasse le record du nombre de Grands Prix disputés en Formule 1 détenu auparavant par l'ancien pilote et champion du monde Kimi Räikkönen et en 2023, il attaque sa vingtième saison dans la discipline, faisant de lui un des pilotes ayant eu la plus longue carrière en F1.
Managé par Flavio Briatore depuis fin 2000, il fait ses débuts en Formule 1 lors de la saison 2001 au sein de l'écurie italienne Scuderia Minardi. Il rejoint ensuite l'écurie française Renault F1 Team, dirigée par Briatore, en tant que pilote-essayeur en 2002 puis en tant que titulaire en 2003. Révélation de l'année 2003 grâce à son succès au Grand Prix de Hongrie qui fait de lui le plus jeune vainqueur de l'histoire de la Formule 1 (record battu par Sebastian Vettel en 2008 puis par Max Verstappen en 2016), il progresse dans la hiérarchie en même temps que son écurie jusqu'à remporter le titre de champion du monde des pilotes en 2005 et de récidiver la saison suivante, devenant le plus jeune champion du monde (record battu par Lewis Hamilton en 2008 puis par Sebastian Vettel en 2010) et le plus jeune double champion du monde de l'histoire de son sport (record battu par Sebastian Vettel en 2011).
Fin 2005, au lendemain de son premier titre mondial, il annonce son départ pour l'écurie McLaren-Mercedes à compter de 2007. Malgré une saison ponctuée par quatre victoires, 2007 est surtout marquée par sa rivalité avec son jeune coéquipier Lewis Hamilton et ses relations orageuses avec son directeur Ron Dennis qui l'amènent à revenir chez Renault en 2008.
Après deux saisons chez Renault (deux victoires en 2008 dont celle controversée de Singapour, aucune en 2009), il signe chez Ferrari et remporte le Grand Prix inaugural de la saison 2010. Leader du championnat du monde 2010 au départ du dernier Grand Prix à Abou Dabi, une mauvaise stratégie de course le prive du titre mondial au profit de Sebastian Vettel. En 2012, il lutte jusqu'au bout avec Vettel pour le titre et s'incline de trois points à l'arrivée de l'ultime course au Brésil. Fernando Alonso est à nouveau vice-champion du monde en 2013 ; s'il obtient deux victoires et dix podiums, il termine à 155 points de Sebastian Vettel. Son succès au volant de la Ferrari F138 le 12 mai 2013, au Grand Prix d'Espagne, est sa 32e et dernière victoire dans la discipline. Sa saison 2014 est sa moins bonne chez Ferrari, avec deux podiums et une sixième place au championnat du monde.
Après cinq saisons et onze victoires, Fernando Alonso quitte Ferrari et retourne chez McLaren pour faire équipe en 2015 avec Jenson Button et courir avec un moteur Honda. Les débuts du moteur turbo V6 hybride japonais sont extrêmement difficiles et Alonso passe sa saison en fond de grille pour la finir avec 11 points, son plus mauvais classement depuis ses débuts. 2016 est à peine plus satisfaisante, avec deux cinquièmes places, un meilleur tour en course et 54 points au championnat.
En 2017, Alonso qui n'a toujours pas une voiture lui permettant de gagner en Formule 1, se fixe comme objectif de remporter la triple couronne récompensant la victoire au Grand Prix de Monaco, aux 500 miles d'Indianapolis et aux 24 Heures du Mans, que seul Graham Hill détient à travers l'histoire de la course automobile. Il participe pour la première fois aux 500 miles d'Indianapolis lors de l'édition 2017 où il est en position pour la victoire avant son abandon à quelques tours de l'arrivée. En 2018, pour sa première participation, il remporte au volant d'une Toyota TS050 Hybrid, les 24 Heures du Mans, avec Kazuki Nakajima et Sébastien Buemi ; l'année suivante, avec les mêmes coéquipiers, il remporte une deuxième victoire dans la Sarthe et devient le premier pilote champion du monde en Formule 1 et WEC.
Surnommé le Taureau des Asturies par les médias et ses supporters, Alonso a contribué à populariser la Formule 1 en Espagne au point que l'on parle depuis 2003 d'une Alonsomania. Le 14 août 2018, il annonce la fin de sa carrière en Formule 1 à l'issue de la saison 2018 et dispute sa dernière course dans la discipline lors du Grand Prix d'Abou Dabi.
En 2020, il dispute son premier Dakar à bord d'un Toyota Hilux puis, en juillet, il annonce son retour en Formule 1 dès 2021 avec son ancienne équipe Renault F1 Team (devenue Alpine F1 Team), aux côtés d'Esteban Ocon et en remplacement de Daniel Ricciardo qui part chez McLaren Racing.
En août 2022, il annonce qu'il poursuivra sa carrière en Formule 1 avec Aston Martin F1 Team à partir de 2023, à la place de Sebastian Vettel qui prend sa retraite sportive.

## Biographie

### Les débuts

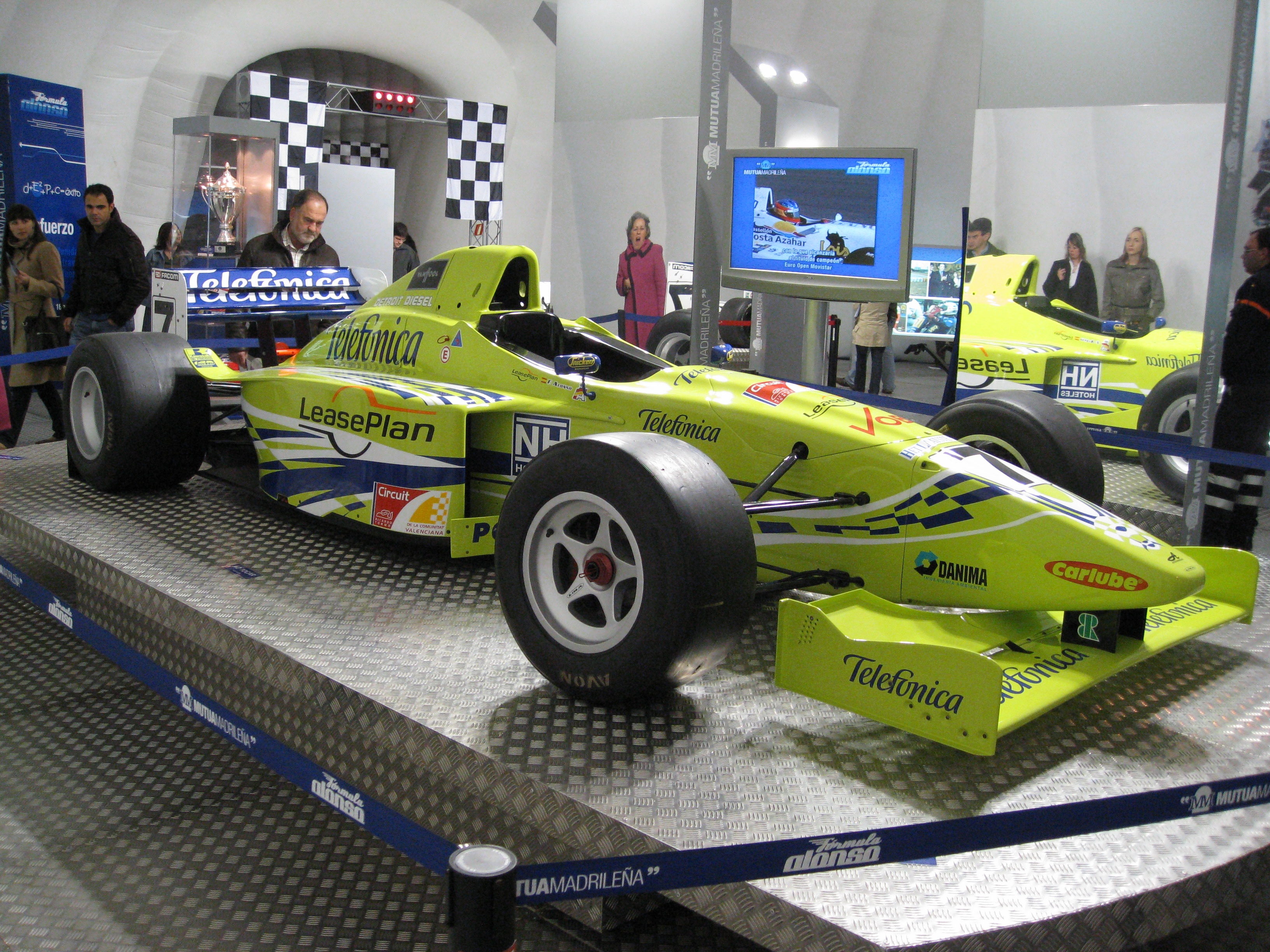
La monoplace de Formule 3000 de Fernando Alonso.

Bien qu'il soit issu d'un milieu relativement modeste, Fernando est initié dès le plus jeune âge aux joies du karting, grâce à son père, passionné de sport automobile. Il remporte quatre fois le championnat d'Espagne de karting en catégorie junior, en 1993, (il a alors 12 ans), en 1994, 1995 et 1996. En 1996, il remporte également la Coupe du Monde Junior. Il gagne les championnats Inter-A d'Espagne et d'Italie en 1997. Il est sacré vice-champion d'Europe Inter-A en 1998.
En 1999, Fernando Alonso accède à la monoplace dans le championnat de Formule Nissan (officiellement dénommé Euro Open MoviStar by Nissan), une série en cours d'internationalisation, mais encore essentiellement centrée sur l'Espagne. Alonso pilote alors pour l'écurie de l'ancien pilote de Formule 1 espagnol (vu chez Minardi) Adrián Campos ; qui deviendra son manager. Pour sa toute première saison en monoplace, Fernando Alonso remporte le titre. Cela lui vaut de décrocher en fin d'année un premier test en Formule 1 sur le circuit de Jerez, au volant d'une Minardi. Malgré des conditions météorologiques piégeuses, Alonso se montre d'entrée de jeu très à l'aise et fait forte impression.
En 2000, Alonso accède au championnat international de Formule 3000, au sein de l'écurie Astromega. Dans une discipline où les essais privés sont très limités, l'inexpérience du jeune Espagnol ne lui permet pas de jouer le titre. Mais au fil de la saison, il multiplie les coups d'éclat, comme à Barcelone, où il fait le spectacle dans le cœur du peloton, ou comme sur le sélectif tracé de Spa-Francorchamps, où il décroche la victoire. Les prestations d'Alonso en F3000 n'échappent pas à Flavio Briatore (alors directeur sportif de l'écurie Benetton, récemment rachetée par Renault), qui s'empresse de le prendre sous son aile en lui faisant signer un contrat de management à long terme.

### 2001-2002: débuts en Formule 1 chez Minardi puis essayeur chez Renault

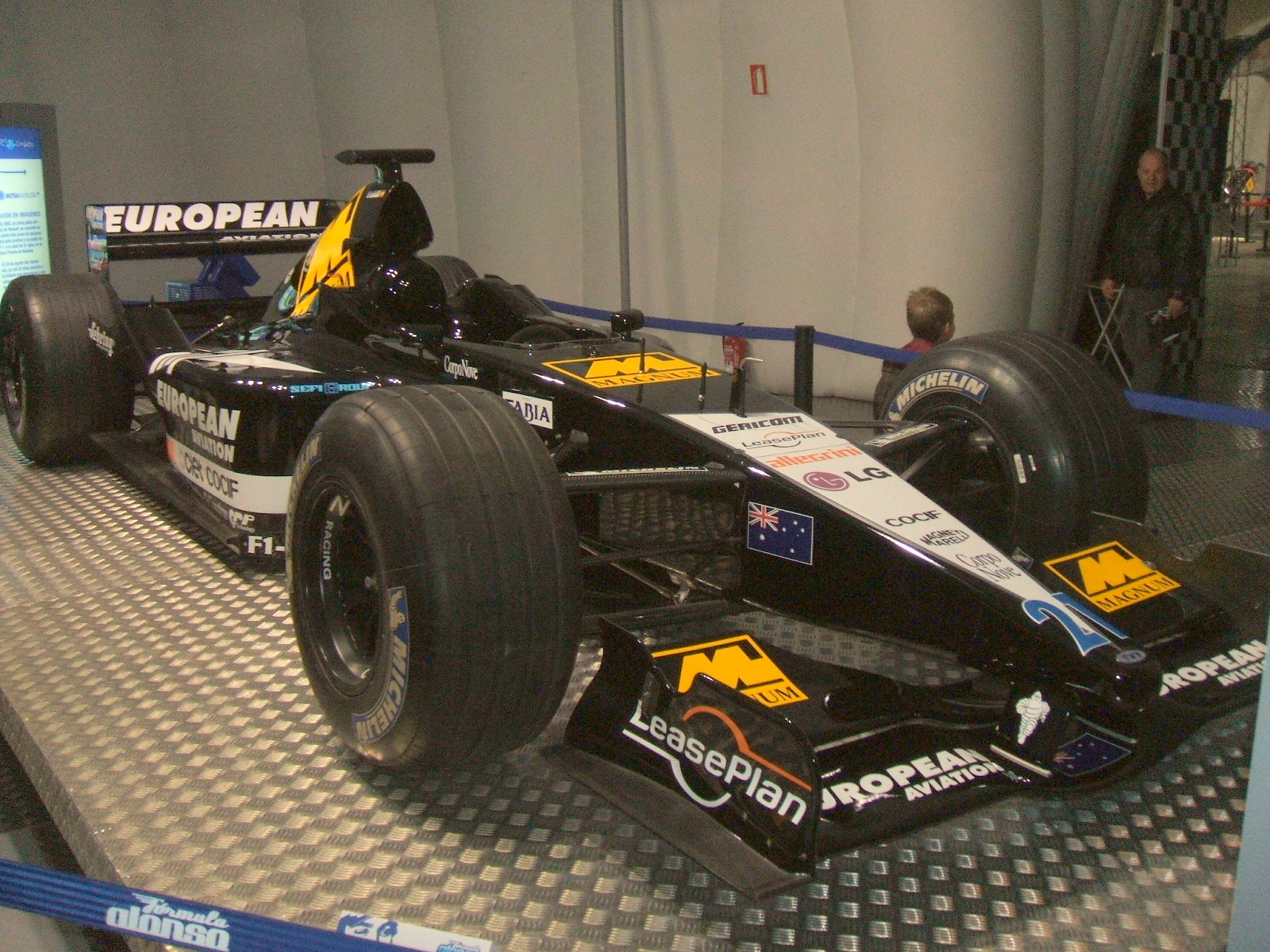
La Minardi PS01 qu'Alonso a piloté lors de la saison 2001.

Trop jeune et inexpérimenté pour être intégré dès 2001 dans l'écurie Benetton-Renault, Alonso est placé par Flavio Briatore dans l'équipe Minardi. Il est le troisième plus jeune pilote de l'histoire à débuter en Formule 1 lorsqu'il fait ses débuts au Grand Prix d'Australie 2001. Si le manque de compétitivité des monoplaces italiennes condamne Alonso à se battre en fond de grille, il n'en réalise pas moins de belles performances compte tenu du matériel dont il dispose. Sa saison est ainsi un succès d'estime qui confirme son potentiel.
Pour 2002, Briatore estime toutefois qu'une deuxième saison en fond de grille ne serait pas très formatrice, et il préfère le retirer des grilles de départ pour en faire le pilote-essayeur de Renault, dans l'ombre des titulaires Jarno Trulli et Jenson Button. Au printemps 2002, Renault accepte qu'Alonso réalise également un test pour le compte de l'écurie britannique Jaguar Racing (où il réalise de meilleurs chronos que le titulaire Pedro de la Rosa et que les pilotes d'essais habituels de Jaguar que sont James Courtney et André Lotterer). Pour les ingénieurs de Renault, les performances d'Alonso et son travail dans la mise au point sont suffisamment probants pour qu'en juillet 2002, son écurie annonce sa titularisation à compter de la saison 2003 en remplacement de Jenson Button.

### 2003-2004: première victoire chez Renault

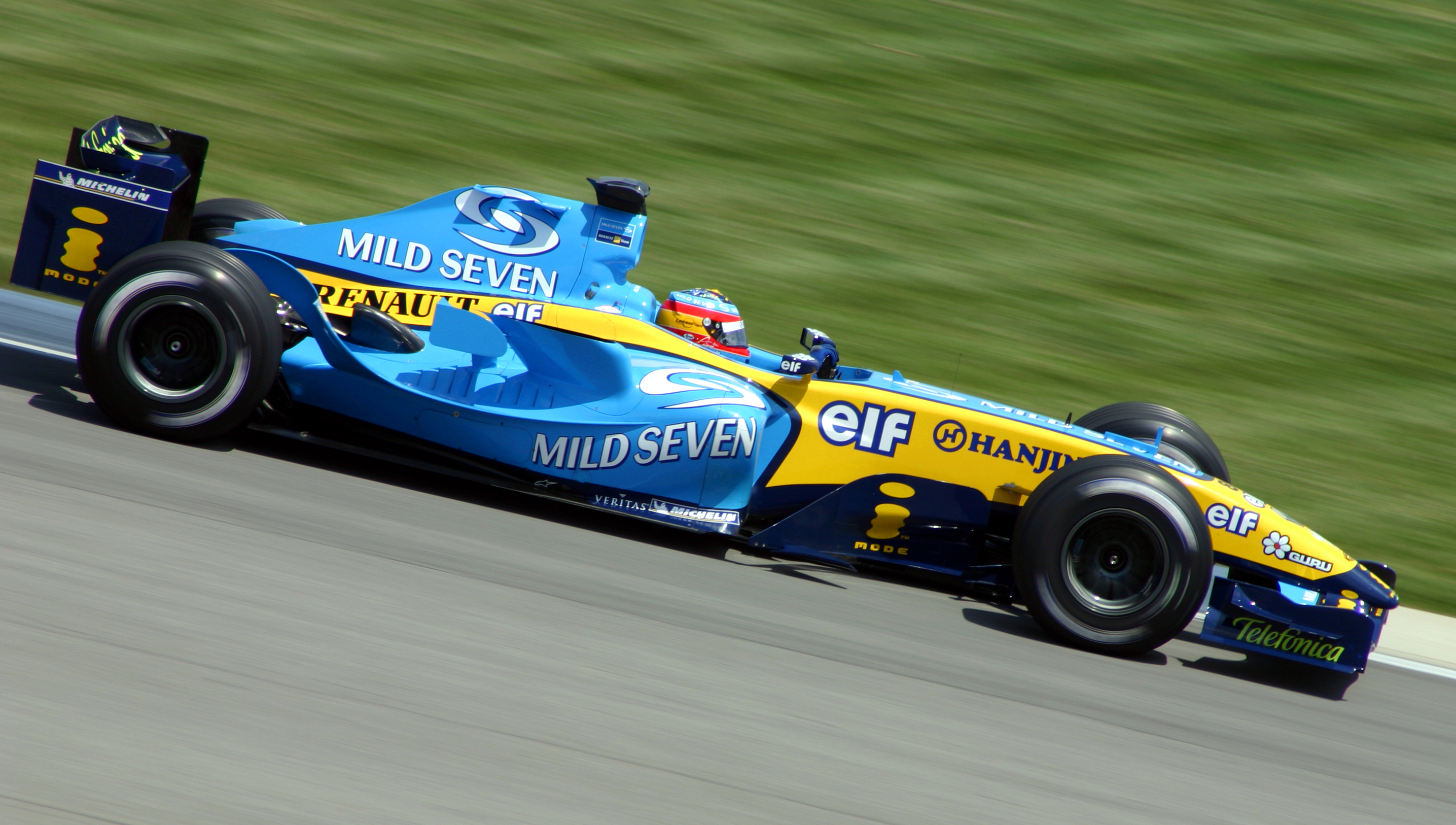
Fernando Alonso, lors du Grand Prix des États-Unis 2004.

Dès le début de la saison 2003 avec Renault, Fernando Alonso s'affirme comme un des pilotes les plus rapides du plateau. Au Grand Prix de Malaisie, la deuxième manche de la saison, il monte sur son premier podium après avoir obtenu la pole position devenant, à l'époque, le plus jeune poleman de l'histoire de la Formule 1 devant Rubens Barrichello. En Hongrie, il remporte son premier Grand Prix et bat le record de précocité de Bruce McLaren qui datait de 1959(ce record, battu par Sebastian Vettel au Grand Prix d'Italie 2008, est désormais détenu par Max Verstappen depuis le Grand Prix d'Espagne 2016). Il devient alors le premier Espagnol à s'imposer en Formule 1 et termine la saison à la sixième place du classement général, avec 55 points, devançant son coéquipier Jarno Trulli d'une vingtaine de points.
Très attendu en 2004, d'autant plus que les Renault ne cessent de progresser, Alonso déçoit un peu et semble plafonner, comme le prouvent ses performances inférieures à celles de Jarno Trulli, sur la première partie de saison. Le pilote italien remporte même à Monaco la seule victoire de Renault en 2004. Sur la seconde moitié de saison, tandis que les performances des Renault sont en chute libre et que Trulli perd pied, ce qui lui vaut d'être remplacé par Jacques Villeneuve pour les dernières manches, Alonso rentre régulièrement dans les points et assure la quatrième place au classement final.

### 2005-2006: double champion du monde

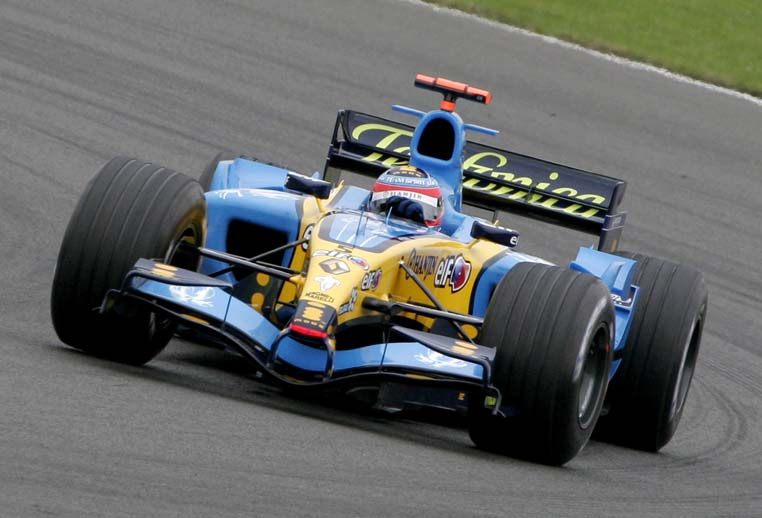
Alonso lors du Grand Prix de Grande-Bretagne 2005.

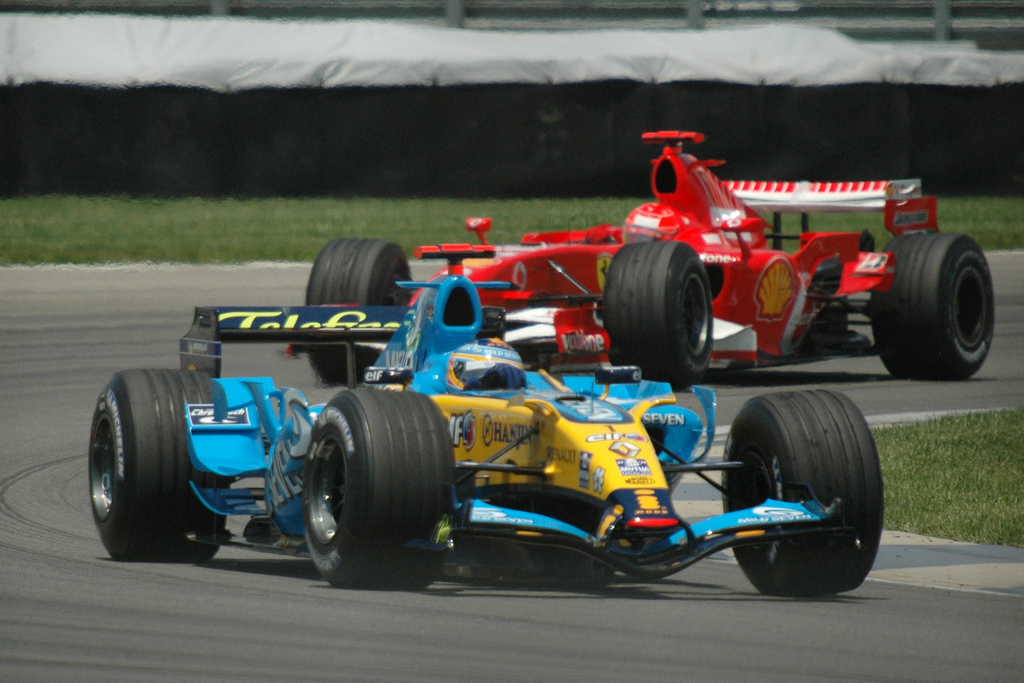
Alonso devant Schumacher, le duel de la saison 2006.

En 2005, sur la lancée d'une fructueuse campagne d'essais hivernaux, Alonso et Renault s'annoncent comme de crédibles candidats au titre mondial. Grâce à un début de saison presque parfait, au cours duquel il enchaîne les victoires et prend un net ascendant sur son équipier Giancarlo Fisichella, Alonso gère sa deuxième partie de saison et contrôle le retour de Kimi Räikkönen, son principal concurrent au volant de la McLaren-Mercedes. Au Brésil, avant-dernière manche de la saison, il remporte le titre mondial devenant, à 24 ans, le plus jeune champion du monde de l'histoire de la Formule 1 (record battu trois ans plus tard par Lewis Hamilton). Il contribue également à la première place de son écurie au championnat du monde des constructeurs.
La célébration des titres mondiaux d'Alonso et de Renault prend un tour inattendu au mois de décembre 2005 lorsque l'Espagnol annonce qu'il quittera l'écurie française pour rejoindre McLaren en 2007. Ce choix intervient à un moment où de nombreuses incertitudes entourent l'implication en Formule 1 de Renault qui vient de nommer à sa tête un nouveau président, Carlos Ghosn, surnommé «cost killer», réputé pour sa défiance à l'égard du sport automobile. Il trahit également les doutes d'Alonso quant à la possibilité pour Renault de rester au sommet de la hiérarchie et de continuer à battre McLaren. Ron Dennis, le directeur de McLaren, révèle que les premiers contacts avec Alonso ont eu lieu sur le podium du Grand Prix du Brésil où Alonso, bien que fraîchement titré au volant de sa Renault, s'était montré admiratif du niveau de performance des McLaren qui avaient réalisé le doublé avec Juan Pablo Montoya et Kimi Räikkönen.
Toujours chez Renault en 2006, Alonso prend rapidement la tête du championnat du monde. Après neuf courses, il s'est en effet imposé à six reprises, est monté neuf fois sur le podium et dispose d'une avance de 25 points. Il démontre ainsi que l'annonce de sa future arrivée chez McLaren pour la saison 2007 ne perturbe pas pour autant sa collaboration avec Renault. Le retour en forme de la Scuderia Ferrari et de Michael Schumacher au début de l'été annonce une fin de championnat serrée. Alonso est de surcroît trahi deux fois par sa mécanique (écrou de roue en Hongrie, moteur cassé en Italie) alors que Renault a montré une certaine fiabilité en début de saison où Fernando a accumulé douze arrivées dans les points en douze courses. Le championnat bascule lors de l'avant-dernière manche au Japon lorsque Schumacher, en tête de la course et du championnat, est à son tour victime d'une casse moteur et cède la victoire à l'Espagnol qui reprend un net avantage au championnat. En finissant deuxième du dernier Grand Prix au Brésil, il assure son deuxième titre mondial consécutif en Formule 1.

### 2007: saison agitée chez McLaren

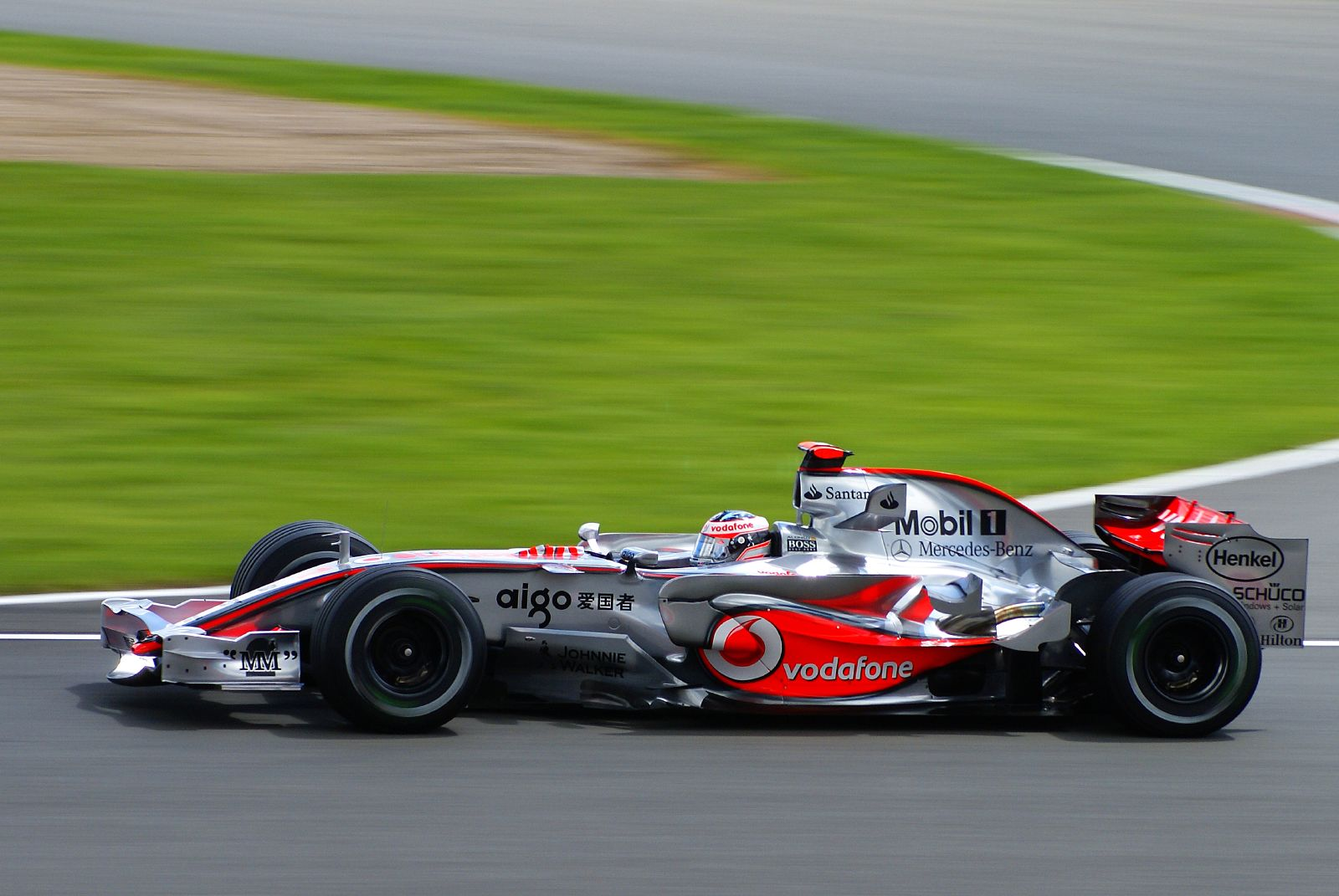
Alonso au Grand Prix de Grande-Bretagne 2007.

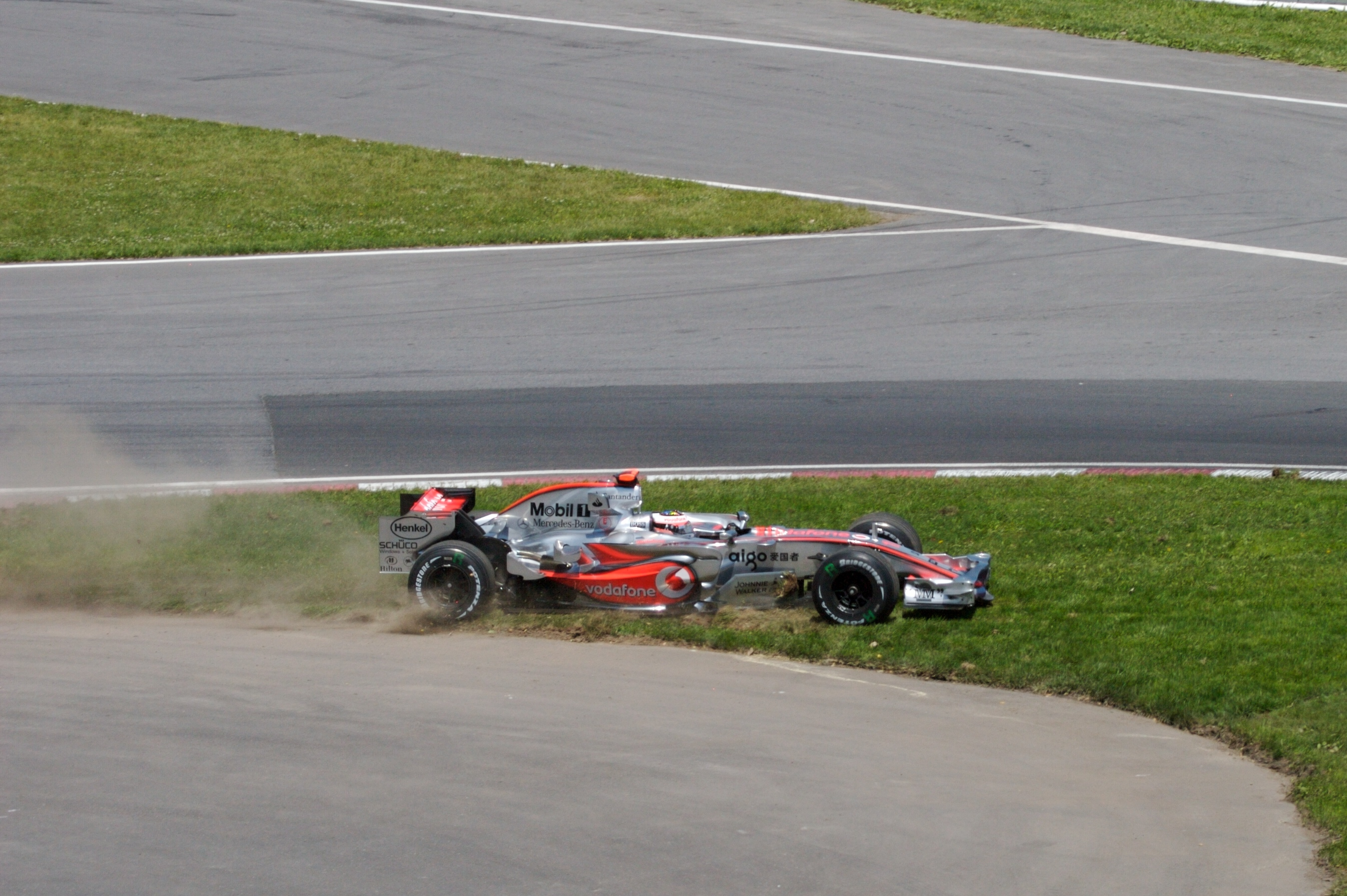
Sortie de piste d'Alonso au Grand Prix du Canada 2007.

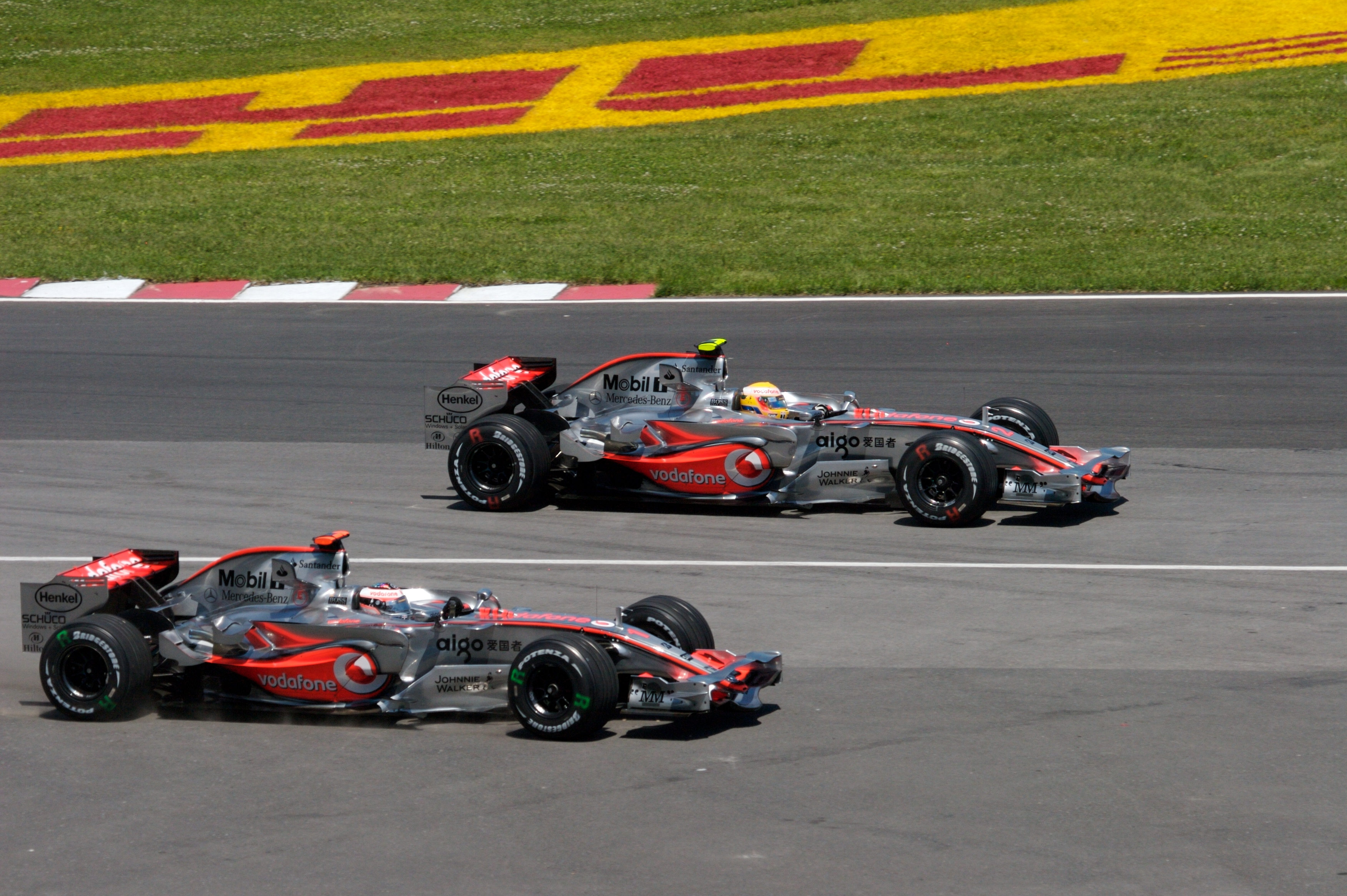
Alonso et Hamilton au Grand Prix du Canada 2007.

L'équipe McLaren que rejoint Alonso début 2007 ne ressemble pas à celle pour laquelle il avait signé fin 2005. Après avoir dominé la deuxième moitié de saison 2005, l'écurie anglo-allemande a en effet connu une saison 2006 très moyenne, sa première sans victoire depuis dix ans.
Les premiers essais hivernaux tendent néanmoins à démontrer que les flèches d'argent ont retrouvé leur superbe puisqu'elles s'affirment avec les Ferrari comme les voitures les plus performantes du plateau. À cette vitesse s'ajoute une fiabilité qui faisait défaut à l'équipe depuis des années. Confirmation dès la deuxième course de la saison, le GP de Malaisie, que Fernando remporte devant son coéquipier, le jeune débutant britannique Lewis Hamilton. C'est le premier doublé de l'écurie McLaren depuis 2005. Un deuxième doublé (dans le même ordre) intervient à Monaco et semble entériner l'ascendant qu'Alonso et McLaren prennent sur Ferrari dans le championnat du monde. Mais ce succès est obscurci par les déclarations de Lewis Hamilton, qui laisse entendre aux médias qu'il n'a pas été en mesure de contester la victoire à Alonso en raison d'une stratégie volontairement désavantageuse que lui aurait imposé l'équipe. C'est le point de départ d'une rivalité interne qui empoisonnera l'ambiance de McLaren jusqu'à la fin de la saison.
Lors des deux manches suivantes, au Canada et aux États-Unis, la victoire revient à Hamilton (qui s'empare de la tête du championnat du monde) et c'est cette fois au tour d'Alonso de se plaindre à demi-mot du traitement que lui réserve son équipe, qu'il estime tournée en priorité vers Hamilton. Fin juillet, Alonso renoue avec la victoire lors du Grand Prix d'Europe disputé sous la pluie du Nurburgring et se relance au championnat, mais son attitude très fraîche à l'égard de son directeur Ron Dennis à sa descente de voiture trahit les tensions internes qui agitent l'écurie McLaren. Par ailleurs, l'ambiance au sein de l'équipe de Woking est fortement troublée par l'affaire d'espionnage industriel dans laquelle est impliqué l'ingénieur Mike Coughlan, designer en chef de l'équipe.
La tension, qui était palpable entre les deux pilotes McLaren depuis plusieurs semaines, se transforme en véritable guerre ouverte à l'occasion du GP de Hongrie. Lors des qualifications, alors qu'il quitte les stands pour s’élancer pour son dernier tour, le double champion du monde retarde son départ de quelques secondes, bloquant ainsi son coéquipier et l'empêchant d'effectuer un dernier tour chronométré, tandis que lui-même signe la pole position. La FIA juge ce comportement antisportif et ne manque pas de sanctionner Alonso en le rétrogradant en sixième position sur la grille de départ.
La rivalité interne à l'écurie McLaren et l'affaire d'espionnage se rejoignent début septembre lorsque le président de la fédération Max Mosley annonce qu'il dispose de nouvelles preuves de nature à démontrer l'implication de l'ensemble de l'écurie McLaren (et non plus du seul Mike Coughlan) dans l'affaire d'espionnage et que ces preuves lui ont été fournies par le pilote essayeur McLaren Pedro de la Rosa ainsi que par Fernando Alonso, lesquels révèlent leur implication dans le scandale tout en obtenant une immunité de la part du pouvoir sportif pour avoir accepté de collaborer à l'enquête. Malgré une atmosphère interne plus sulfureuse que jamais, Alonso remporte le Grand Prix d'Italie quelques jours plus tard. Au coude à coude avec Hamilton dans la lutte pour le titre, Alonso perd gros lors du Grand Prix du Japon, disputé sur le circuit du Mont Fuji sous une pluie battante. Il est, pour la première fois de la saison, contraint à l'abandon — à la suite d'un accident — et voit son coéquipier et rival Lewis Hamilton remporter sa quatrième victoire de la saison et prendre le large au classement du championnat du monde. En Chine, lieu du sacre annoncé d'Hamilton, il reprend espoir en terminant deuxième et en profitant de l'abandon d'Hamilton pour revenir à seulement quatre points de son coéquipier avant la manche finale, au Brésil. Mais au Brésil, s'il parvient, grâce à la fébrilité et aux ennuis mécaniques de Lewis Hamilton, à revenir à la hauteur de ce dernier au classement, il ne peut empêcher, faute d'une voiture suffisamment rapide, le Finlandais Kimi Räikkönen de le déborder et de remporter le titre de champion du monde. Il se classe finalement troisième du championnat du monde, à égalité de points avec Hamilton (ce dernier étant mieux classé au bénéfice d'un plus grand nombre de deuxièmes places).
La dégradation des rapports entre Alonso et McLaren ayant atteint un point de non retour, les deux parties, d'un commun accord, mettent un terme au contrat les unissant à l'issue de la première des trois années prévues. Plusieurs écuries se montrent intéressées par le double champion du monde espagnol (notamment Red Bull et Toyota), mais comme pressenti de longue date, son retour chez Renault est officialisé le 10 décembre 2007.

### 2008-2009: retour chez Renault

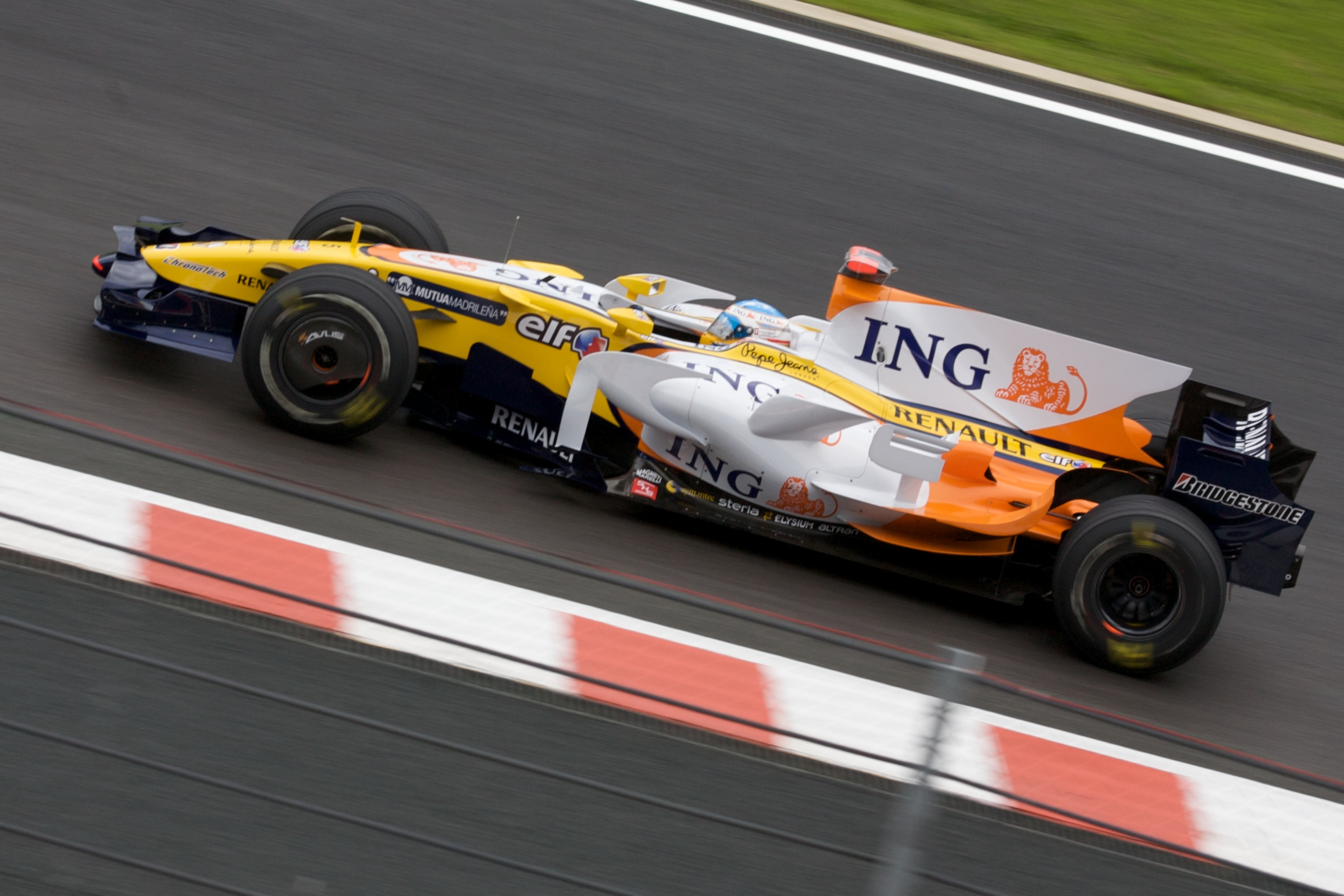
Fernando Alonso à Spa en 2008.

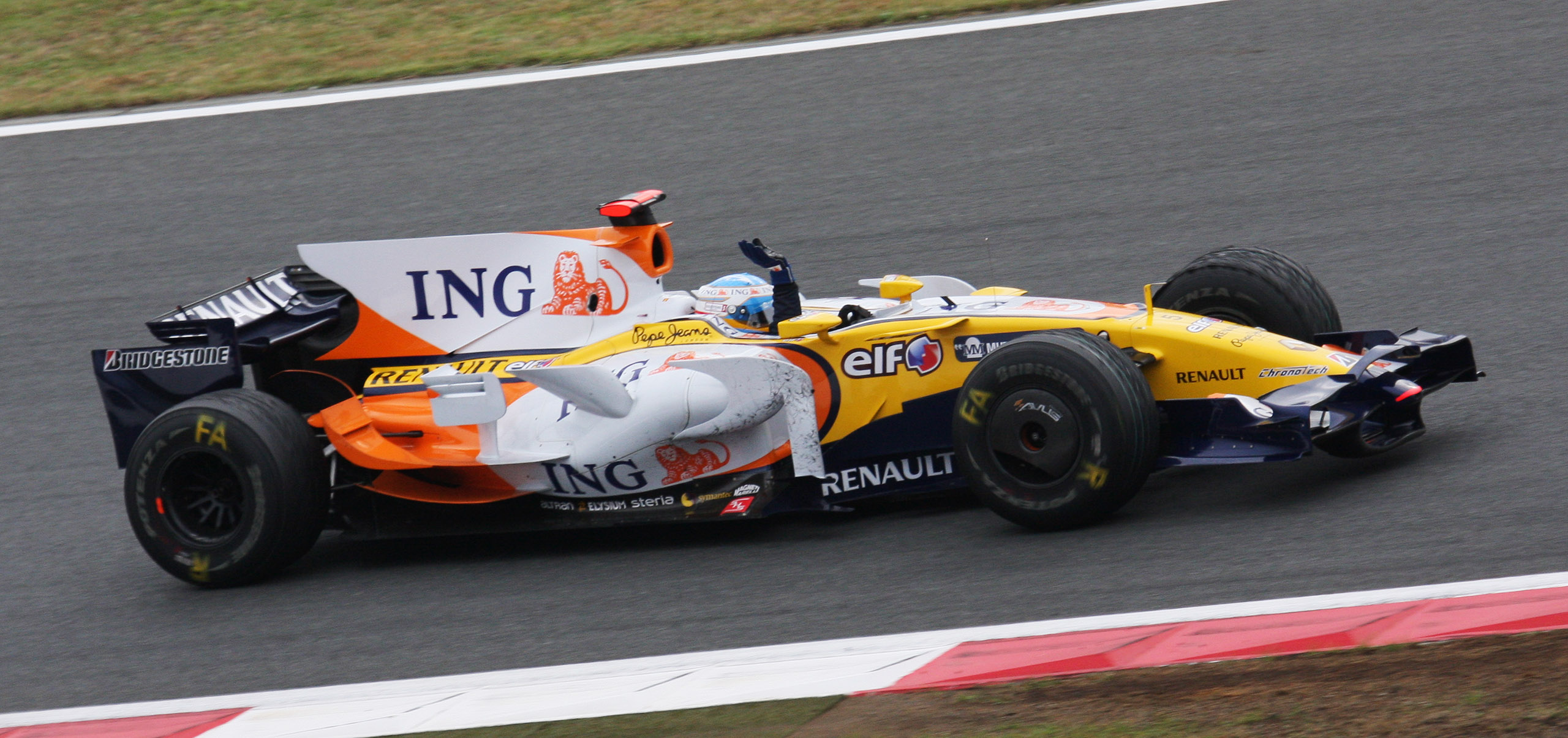
Fernando Alonso après sa victoire au Grand Prix du Japon 2008.

Le 10 décembre 2007, l'écurie Renault F1 Team annonce l'arrivée de Fernando Alonso qui fait son retour après l'avoir quitté un an auparavant. Accompagné du débutant Nelsinho Piquet, Alonso espère pouvoir gagner à nouveau avec Renault mais, dès l'intersaison, il émet de nombreuses réserves sur le niveau de l'écurie. Malgré une quatrième place en ouverture de saison, après la première moitié du championnat, il ne monte sur aucun podium, ne marque que treize points au classement général, et ne pointe qu'à la huitième place au championnat, à trente-cinq longueurs du leader, Lewis Hamilton. En deuxième moitié de saison, il marque plus de points et remporte deux victoires, à Singapour et au Japon. Néanmoins, la première marque l'histoire du sport automobile en étant entachée par l'affaire de l'accident volontaire de son coéquipier Nelsinho Piquet, crash orchestré par leur directeur d'écurie Flavio Briatore et qui a grandement appuyé la victoire du pilote espagnol. Après une seconde place à Interlagos, il termine cinquième du championnat avec 61 points, en étant le pilote ayant marqué le plus de points depuis la Belgique (43 points).
La saison 2009 s'annonce encore plus difficile. Les temps en essais privés d'intersaison sont bons mais plusieurs écuries cachaient leur jeu, comme Red Bull Racing et Brawn GP Formula One Team. La R29 n'est pas au niveau de ses rivales, de même que les monoplaces des autres grands constructeurs tels Ferrari, McLaren ou BMW Sauber. Alonso, comme au début 2008, doit se contenter à chaque Grand Prix de marquer au plus quelques points. Après les neuf premières épreuves de la saison, il pointe au neuvième rang avec onze points et n'est pas monté une fois sur le podium. Il perd une occasion de victoire en Hongrie où il prend la pole position au terme d'une séance marquée par le terrible accident de Felipe Massa. Le lendemain, il mène les onze premiers tours avant de s'arrêter au stand et perd sa roue avant-droite mal fixée, retournant au stand pour abandonner quelques tours plus tard. Il monte sur son unique podium de la saison en finissant troisième à Singapour.
Il termine sa dernière saison avec Renault à la neuvième place du championnat en inscrivant la totalité des 26 points de Renault. Cette neuvième place est son plus mauvais classement depuis 2001.

### 2010-2014: nouveau leader de Ferrari

#### 2010: vice-champion du monde

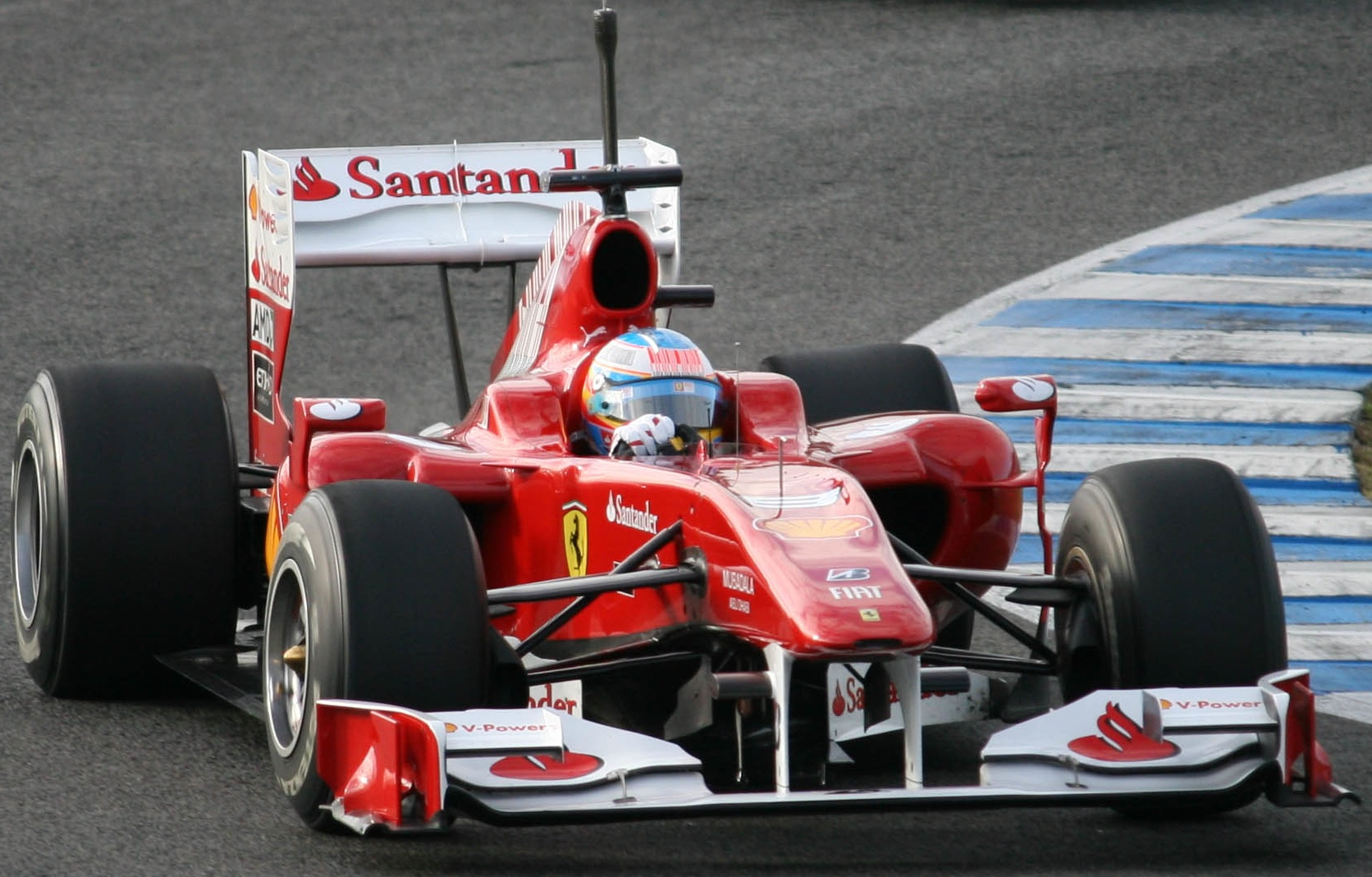
Fernando Alonso au volant de la Ferrari F10.

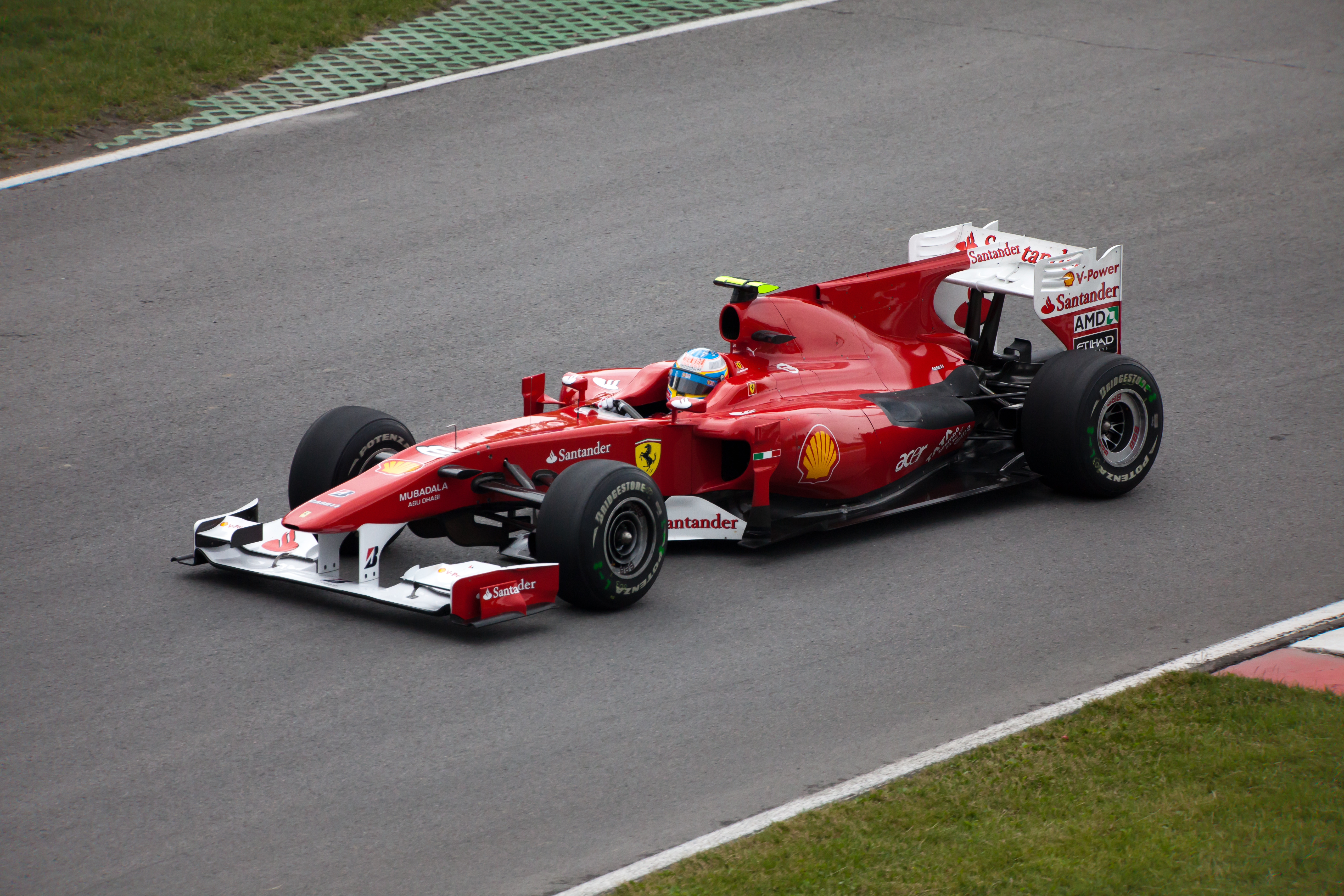
Fernando Alonso au Canada en 2010.

Après des mois de rumeurs, le 30 septembre 2009, Ferrari officialise son arrivée pour la saison 2010 en remplacement de Kimi Räikkönen pour une durée de trois ans.
Après un an et demi sans victoire, il s'impose à Bahreïn pour sa première course avec sa nouvelle équipe. Lors du second Grand Prix de la saison, en Australie, il s'accroche avec Jenson Button au départ mais remonte de la dernière à la quatrième place, juste derrière son coéquipier Felipe Massa. En Malaisie, il dispute toute la course sans embrayage et avec un problème de boîte de vitesses. Parti de la dix-neuvième position, il remonte à la neuvième avant d'exploser son moteur à deux tours du terme alors qu'il se battait avec Jenson Button. Il réalise une nouvelle remontée en Chine où, pénalisé pour un départ anticipé, il remonte de la dix-septième à la quatrième place.
Le retour en Europe est en demi-teinte. Lors de son Grand Prix national, il termine second derrière Mark Webber. À Monaco, il détruit sa monoplace contre le rail lors des essais libres du samedi matin et ne peut prendre part à la séance de qualifications. Parti dernier, il parvient, grâce à une stratégie opportune, à remonter à la sixième place. Il connaît un Grand Prix de Turquie difficile qu'il termine huitième.
Lors du Grand Prix du Canada, il prend un bon départ et mène même la course pendant deux tours avant de se classer troisième. Il ne marque que quatre points lors des deux courses suivantes, à cause d'un arrêt sous voiture de sécurité mal géré à Valence et d'un drive-through pour avoir doublé Robert Kubica en coupant une chicane à Silverstone. Après cette dixième épreuve de la saison, Alonso est cinquième du championnat du monde à 47 points de Lewis Hamilton. Le 25 juillet 2010, au Grand Prix d'Allemagne, Alonso est second derrière son coéquipier quand, au quarante-huitième tour, Massa le laisse passer dans une ligne droite. Alonso remporte la victoire mais Ferrari est jugée coupable d’avoir donné un ordre d’équipe, ce qui est une violation de l'article 39.1 du règlement : l'écurie est condamnée à 100 000 dollars d'amende.
Le 1er août 2010, lors du Grand Prix de Hongrie, Alonso, troisième sur la grille, dépasse Mark Webber au départ pour prendre la seconde place qu'il conserve jusqu'à l'arrivée. À Spa, sous la pluie, il sort de la piste lors des derniers tours du Grand Prix de Belgique. Le 11 septembre 2010 il signe sa première pole position de la saison à Monza et, le lendemain, remporte le Grand Prix d'Italie devant Jenson Button et son coéquipier Felipe Massa. Quinze jours plus tard, il signe une nouvelle victoire au Grand Prix de Singapour, s'offrant le premier chelem de sa carrière et prend ainsi la seconde place du championnat du monde à onze longueurs de Mark Webber.
Le 24 octobre 2010, lors du Grand Prix de Corée du Sud disputé dans des conditions météorologiques exécrables, il s'impose et prend la première place du championnat du monde au détriment de Mark Webber, qui abandonne à la suite d'une erreur de pilotage et Sebastian Vettel à la suite d'une casse moteur. Après une troisième place au Brésil, le 7 novembre 2010, il se classe seulement septième du Grand Prix d'Abou Dabi, le 14 novembre 2010 et ne peut empêcher Sebastian Vettel de conquérir le titre mondial. Il termine vice-champion du monde à quatre points de son rival pour sa première saison avec la Scuderia.

#### 2011: deuxième saison chez Ferrari

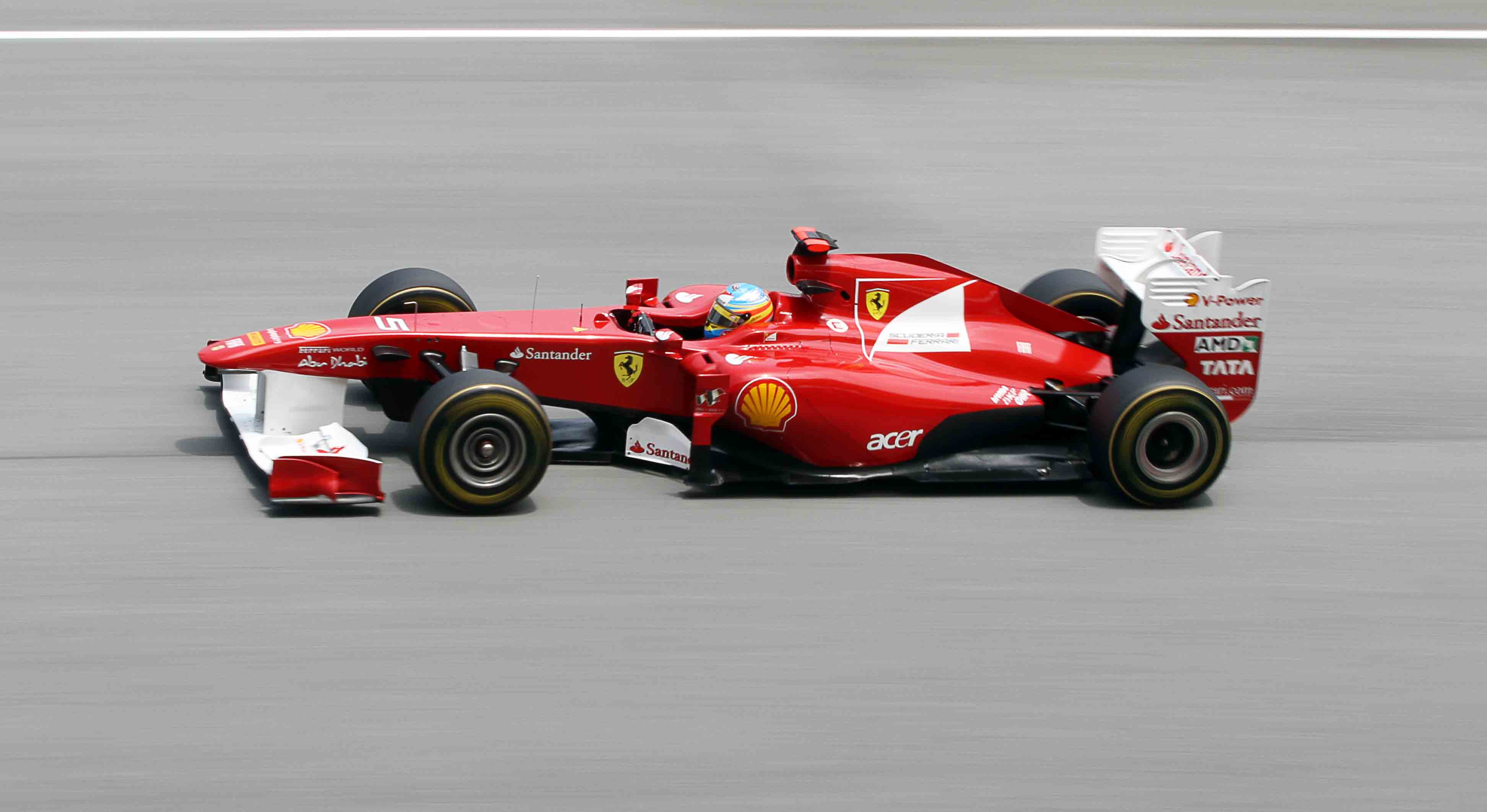
Fernando Alonso au Grand Prix de Malaisie 2011.

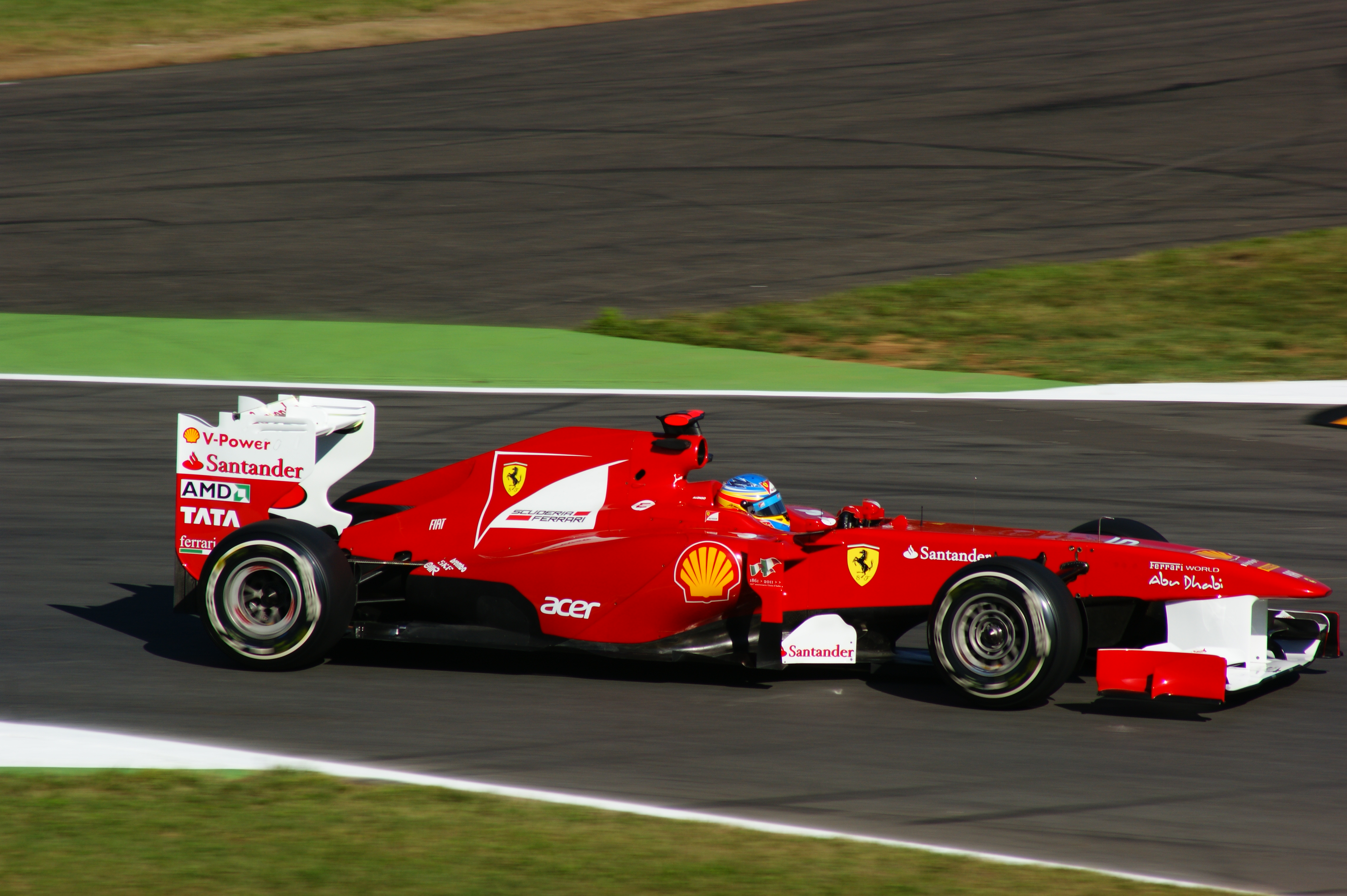
Fernando Alonso à Monza en 2011.

Au Grand Prix d'ouverture, en Australie, Alonso finit quatrième derrière Petrov comme à Abou Dabi lors du dernier Grand Prix de la saison précédente. En Malaisie, il se bat pour le podium mais, à cause d'un accrochage avec Lewis Hamilton, finit sixième. Septième en Chine, il signe son premier podium de la saison en Turquie derrière les deux Red Bull. Le 19 mai 2011, malgré un début de saison non conforme à ses ambitions, Fernando Alonso prolonge son contrat avec la Scuderia Ferrari. Il est lié à l'écurie italienne jusqu'en 2016. En Espagne, malgré un bon départ où il passe de la quatrième à la première place, et après avoir mené les vingt-et-un premiers tours, il finit cinquième à un tour du vainqueur. Il se classe deuxième à Monaco après avoir menacé Vettel jusqu'à l'arrivée.
Au Canada, il signe sa meilleure qualification de la saison (deuxième) mais abandonne à cause d'une touchette avec le futur vainqueur Jenson Button. Cet abandon sera d'ailleurs le seul de la saison. Il finit deuxième à Valence. Fernando Alonso signe le seul succès de Ferrari en 2011 lors du Grand Prix de Grande-Bretagne à l'occasion du soixantième anniversaire de la première victoire de Ferrari en Formule 1. Alonso termine à nouveau second en Allemagne derrière Lewis Hamilton, puis continue sa série de podiums en terminant troisième en Hongrie.
Il finit au pied du podium en Belgique et se classe à nouveau troisième en Italie. Il est quatrième à Singapour puis second au Japon où son rival Vettel devient le plus jeune double champion du monde, battant son record établi en 2006. En Corée du Sud, il se classe cinquième puis termine troisième du premier Grand Prix d'Inde de l'histoire de la Formule 1. À Abou Dabi, au premier tour, il passe de la cinquième à la deuxième place, qu'il conserve jusqu'à la fin. Avant le Grand Prix de clôture au Brésil, Alonso est troisième du championnat du monde. Au Brésil, il finit quatrième et perd une position au championnat au profit de Webber, vainqueur du Grand Prix, pour un point.

#### 2012: vice-champion du monde

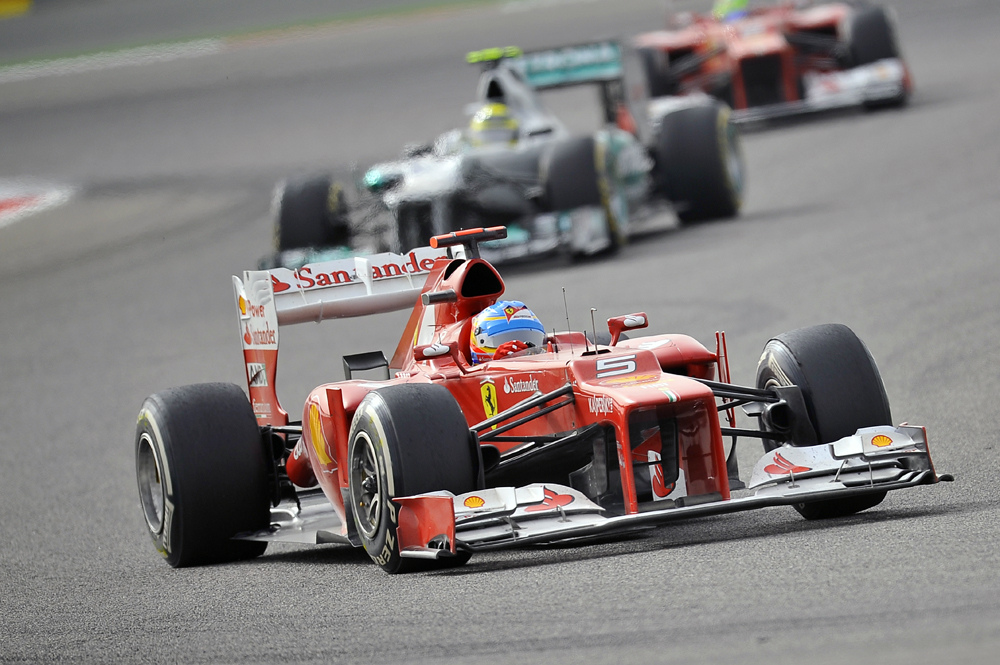
Fernando Alonso au Grand Prix de Bahreïn 2012.

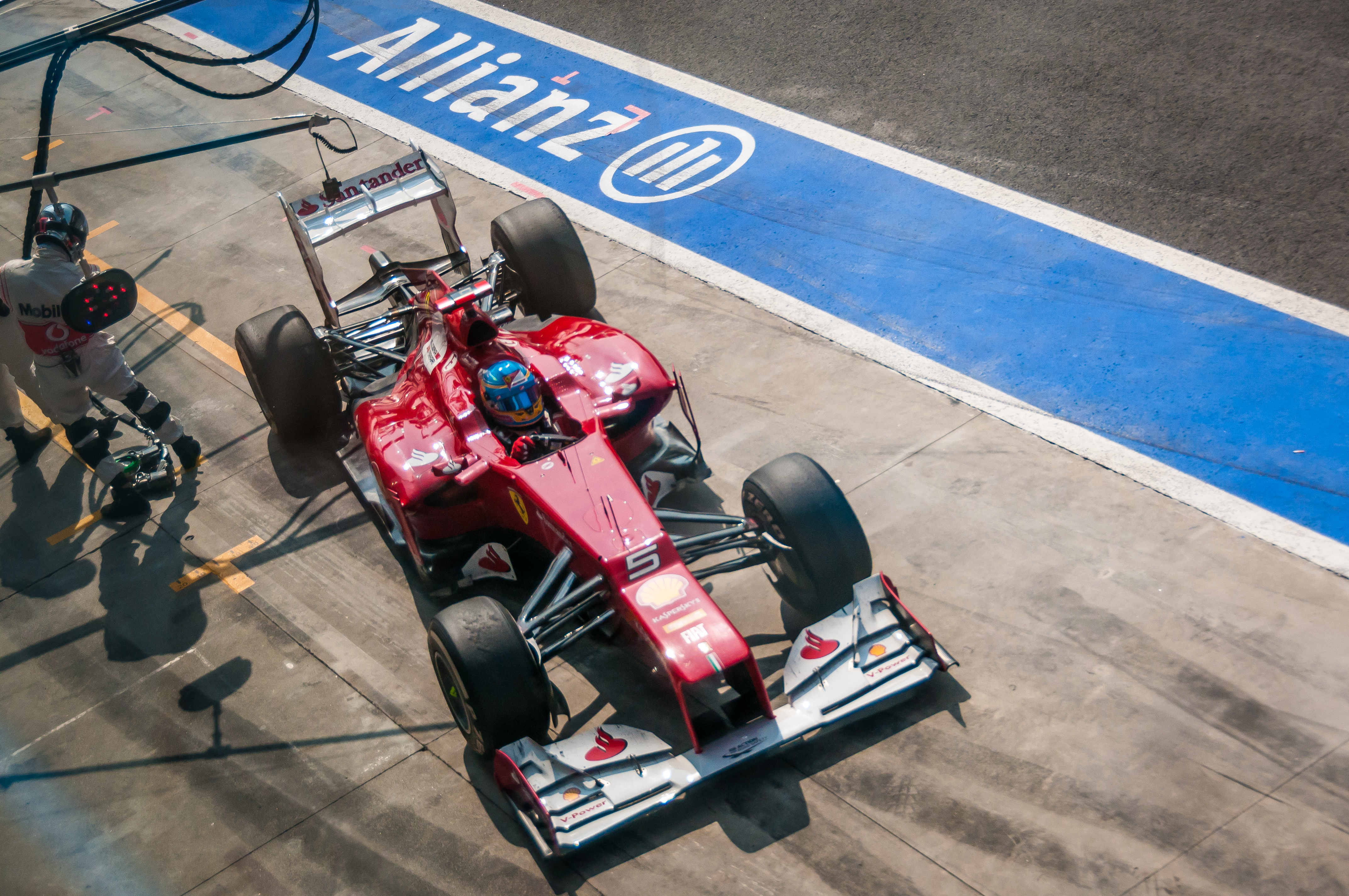
Fernando Alonso à Monza en 2012.

Le début de saison 2012 s'annonce difficile avec une monoplace moyennement performante. Toutefois, après une cinquième place en Australie, il s'impose au Grand Prix de Malaisie grâce à une météo nivellant le niveau de performance des monoplaces, remportant sa troisième victoire sur ce circuit et s'emparant de la tête du championnat. Lors du Grand Prix de Chine, il finit neuvième et pointe à la troisième place du championnat derrière les deux pilotes McLaren. À Bahreïn, Alonso finit septième et redescend à la cinquième place du championnat du monde. En Espagne, pour son Grand Prix national, il se classe troisième sur la grille de départ et termine deuxième de la course. Il remonte alors à la seconde place du championnat du monde, à égalité de points avec Sebastian Vettel. À Monaco, il se classe troisième de la course derrière Mark Webber et Nico Rosberg, ce qui lui permet de reprendre la tête du championnat du monde avec trois points d'avance sur Vettel et Webber.
Au Grand Prix du Canada, Alonso est en tête à quelques tours de la fin mais ses pneus perdent leur efficacité : il finit cinquième et perd la tête du championnat. À Valence, pour le Grand Prix d'Europe, Fernando Alonso n'est que onzième sur la grille de départ mais remporte la course après l'abandon de Sébastian Vettel alors en tête. Il reprend la tête du championnat devant Webber et Hamilton. En Grande-Bretagne, Alonso réalise sa première pole position depuis presque deux ans. En course, une mauvaise stratégie de pneumatiques le contraint à terminer deuxième derrière Mark Webber. Au Grand Prix d'Allemagne 2012, Alonso réalise une deuxième pole position consécutive sous la pluie et remporte le lendemain sa trentième victoire, ce qui lui permet d'accroître son avance au championnat.
Au Grand Prix de Hongrie 2012, Alonso, qualifié sixième, finit cinquième.
En Belgique, il se qualifie cinquième mais ne couvre pas un seul tour, étant impliqué dans le carambolage du départ. Son avance au championnat passe de quarante à vingt-quatre points. En Italie, Alonso connaît des problèmes mécaniques durant tout le week-end et se qualifie en dixième position. En course, il se classe troisième derrière Hamilton et Pérez quand Button, Webber et Vettel abandonnent : il accroît ainsi son avance au championnat du monde avec 37 points de plus qu'Hamilton qui a remporté l'épreuve. Fernando Alonso réalise le quatre-vingtième podium de sa carrière, égalant Ayrton Senna. À Singapour, il monte sur la troisième place du podium quand son plus proche poursuivant au championnat, Lewis Hamilton, abandonne. Sixième sur la grille de départ du Grand Prix du Japon, Alonso abandonne dès les premiers hectomètres de l'épreuve que Vettel Remporte : il ne possède plus que quatre points d'avance sur son rival au championnat du monde. Au Grand Prix de Corée du sud, qualifié quatrième, il termine troisième et ne peut empêcher Vettel, vainqueur de l'épreuve, de prendre la tête du championnat avec 6 points d'avance. En Inde, Alonso, qualifié en cinquième position termine deuxième de la course derrière Vettel qui porte son avance à 13 points. à Abou Dabi, Alonso se qualifie en septième position mais profite du déclassement de son rival Vettel, qui part de la dernière place, pour s'élancer depuis la sixième place sur la grille. Il se classe deuxième de l'épreuve, juste devant Vettel à qui il reprend trois points au championnat du monde. Aux États-Unis, Alonso est septième sur la grille de départ après les pénalisations de Grosjean et Massa. Il termine troisième de la course et perd trois longueurs sur Vettel, second.
Au Brésil, Alonso se qualifie huitième et Vettel quatrième. Il prend le départ de la septième place après la pénalité de Maldonado et termine deuxième de la course, ce qui ne lui permet pas de ravir le titre mondial à Vettel qui, en terminant sixième conserve trois points d'avance au classement du championnat du monde des pilotes.

#### 2013: vice-champion du monde

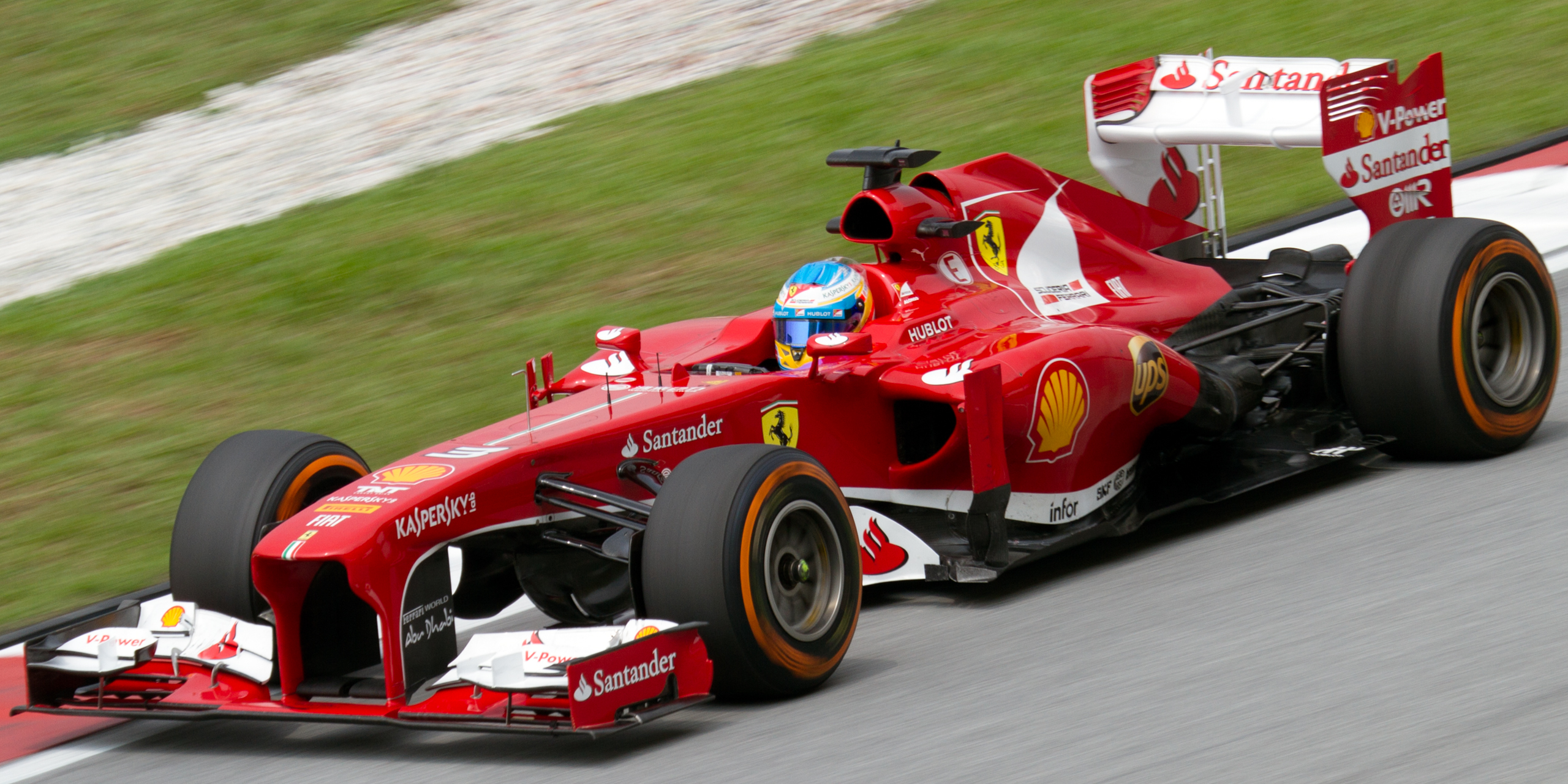
Fernando Alonso au Grand Prix de Malaisie 2013.

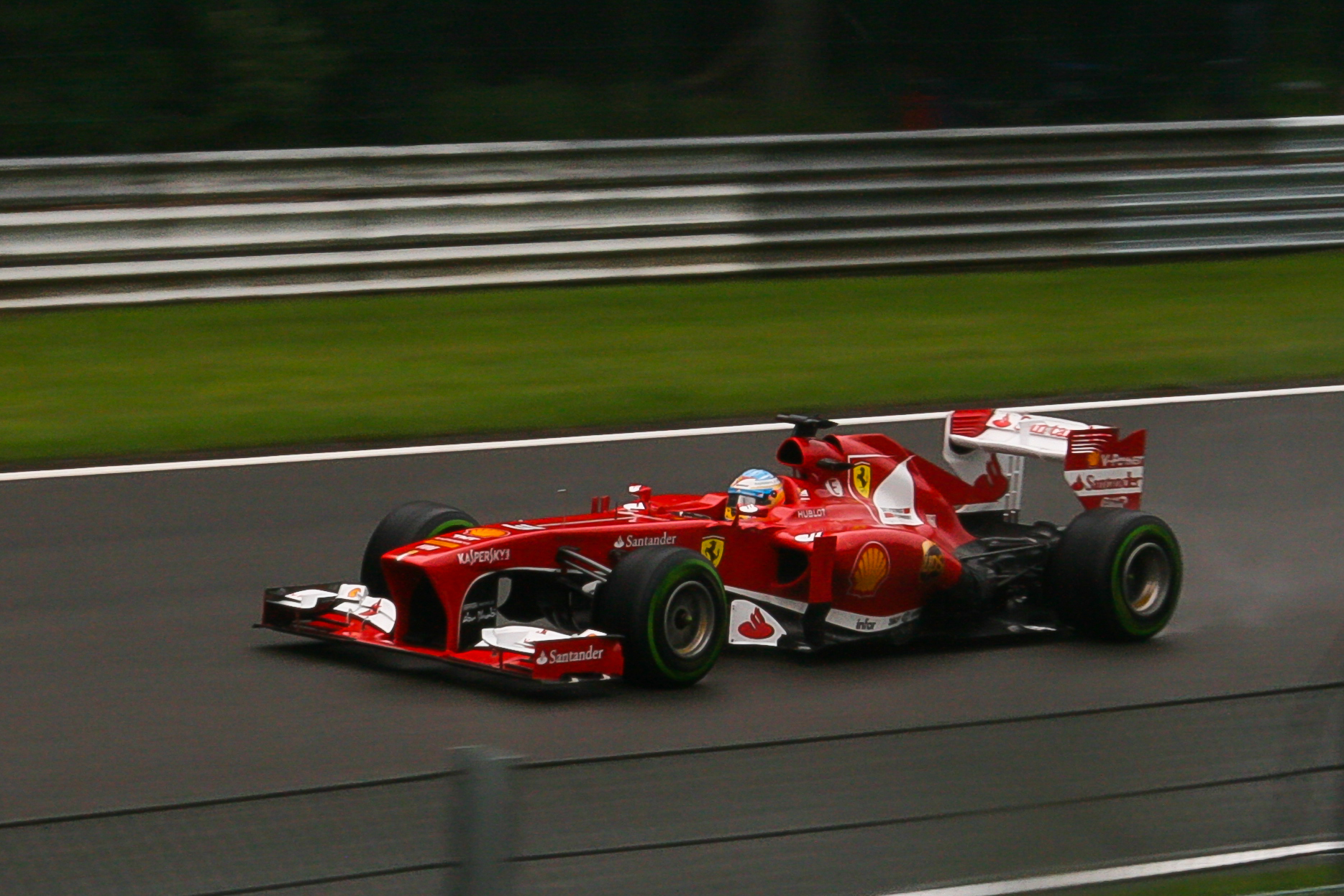
Fernando Alonso sous la pluie de Spa en 2013.

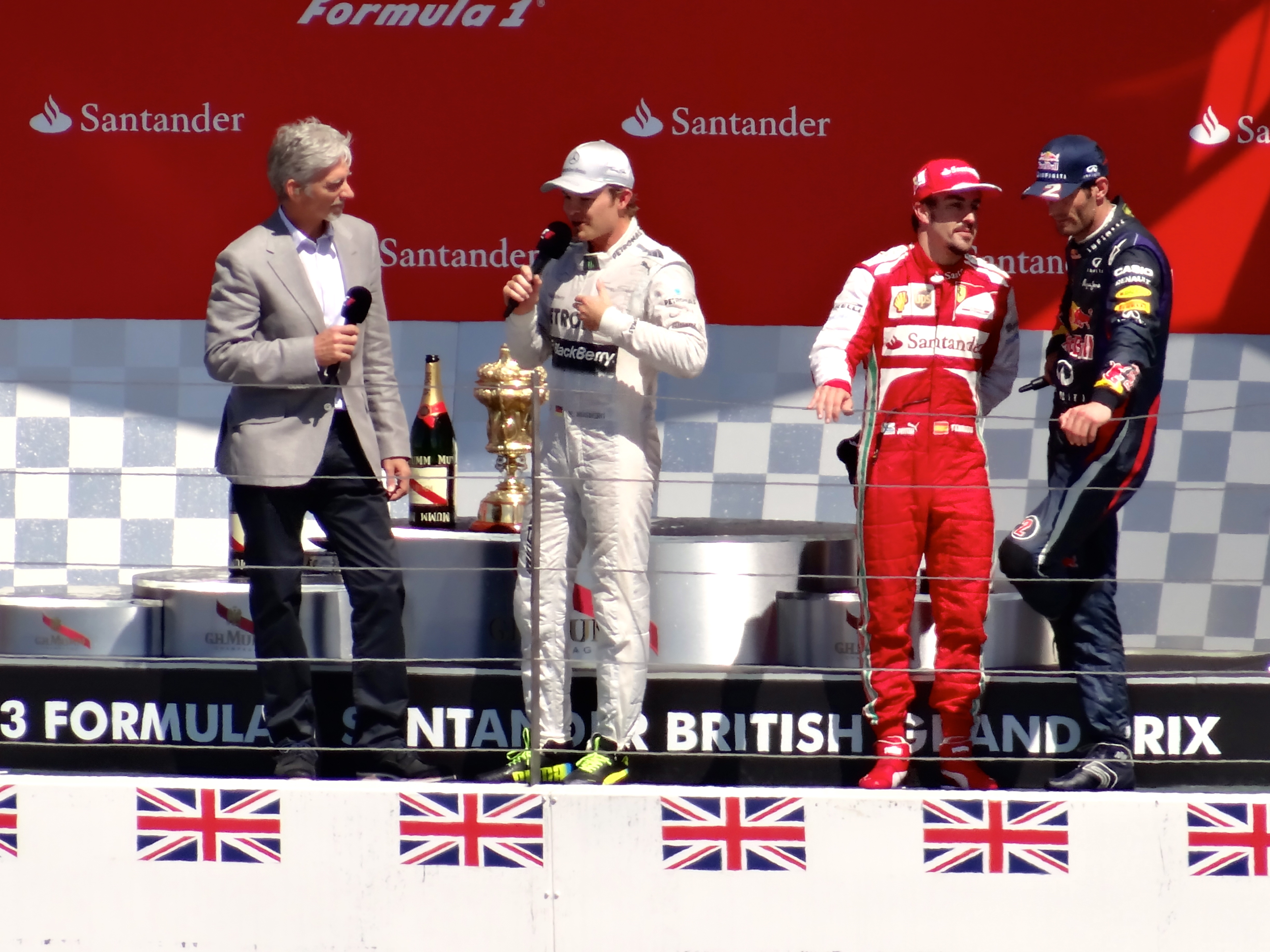
Fernando Alonso sur le podium de Silverstone en 2013.

En 2013, Fernando Alonso se qualifie cinquième en Australie derrière son coéquipier Felipe Massa et termine second du Grand Prix derrière Kimi Räikkönen et devant Sebastian Vettel. En Malaisie, il se qualifie en troisième position, derrière Massa, mais percute la monoplace de Vettel dès le premier tour, continuant la course avec son aileron avant désaxé et choisissant en liaison avec son équipe de ne pas rentrer au stand pour en changer. L'aileron s'affaisse sous la monoplace dans le deuxième tour, ce qui le contraint à l'abandon.
Le 14 avril, pour son deux centième départ en championnat du monde de Formule 1, il remporte le Grand Prix de Chine après s'être qualifié en troisième position. Sur une stratégie à trois arrêts, Fernando Alonso se montre supérieur à ses rivaux durant l'ensemble de la course et devance de plus de dix secondes Kimi Räikkönen et Lewis Hamilton à l'arrivée. Il revient à la troisième place du classement du championnat, à 9 points du premier, Sebastian Vettel. En signant sa trente-et-unième victoire, Alonso rejoint Nigel Mansell au quatrième rang du palmarès des vainqueurs de Grands Prix de championnat du monde. Une semaine plus tard, à Bahreïn, Alonso part troisième, cependant, un incident mécanique sur son aileron arrière mobile le contraint à rentrer deux fois à son stand : il termine huitième.
Pour son Grand Prix national, Alonso se qualifie en cinquième place et remporte l'épreuve pour la seconde fois de sa carrière après l'édition 2006. Il passe alors à la troisième place du championnat du monde avec 72 points, à 17 points de Vettel, leader du championnat. À Monaco, sixième des qualifications, il termine septième tandis que Vettel finit second. Au Canada, à nouveau qualifié en sixième position, il termine deuxième derrière Vettel qui continue à creuser son avance au classement du championnat du monde. En Grande-Bretagne, Alonso est neuvième sur la grille de départ et se classe troisième d'une course émaillée par les explosions de pneus. Vettel abandonne sur un problème de boîte de vitesses, ce qui permet à Alonso de conserver sa deuxième place au championnat tout en réduisant l'écart sur son rival à 21 points. Au Grand Prix suivant, Alonso termine quatrième derrière les deux pilotes Lotus et Sebastian Vettel, gagnant de l'épreuve. S'il garde sa deuxième place au championnat, l'écart le séparant de son rival allemand atteint 34 points. Au Grand Prix de Belgique, mal qualifié en neuvième position, il termine second d'une course remportée par son rival allemand qui accroît encore son avance au championnat du monde.
En octobre 2013, Fernando Alonso devient le pilote ayant inscrit le plus de points en championnat du monde avec 1571 ; il devance Michael Schumacher qui avait marqué à son époque 1566 points, mais dans des règles d'attribution de points différentes. En se classant troisième du Grand Prix du Brésil derrière Sebastian Vettel et Mark Webber, Alonso devient pour la troisième fois vice-champion du monde de Formule 1. Il totalise 242 points contre 397 pour Vettel.

#### 2014: dernière saison chez Ferrari

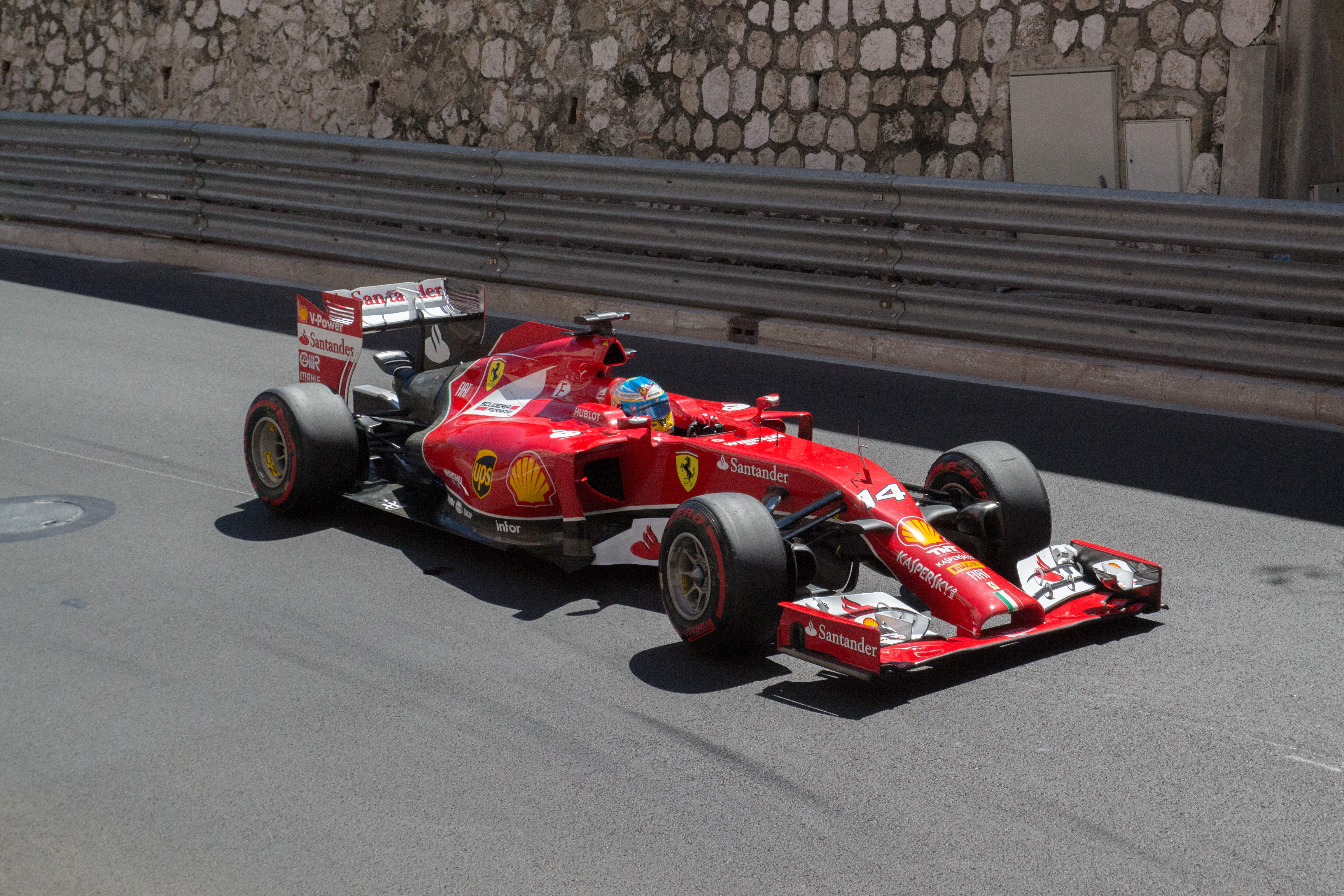
Fernando Alonso au Grand Prix de Monaco 2014.

Fernando Alonso se qualifie en cinquième position lors du Grand Prix d'ouverture, en Australie, juste derrière le débutant Kevin Magnussen et termine quatrième du Grand Prix. Il termine à nouveau quatrième en Malaisie et neuvième à Bahreïn. Il obtient son premier podium de la saison en terminant troisième en Chine et son second en terminant deuxième derrière Daniel Ricciardo en Hongrie. Il abandonne pour la première fois en Italie à la suite d'un problème technique. Le 2 novembre 2014, à l'arrivée du Grand Prix des États-Unis il annonce son départ de chez Ferrari. Il termine la saison sans victoire, avec seulement deux podiums et la sixième place du championnat, son plus mauvais exercice chez Ferrari.
Le 11 décembre 2014, son transfert chez McLaren-Honda pour faire équipe avec Jenson Button en 2015 est officiellement annoncé ; le contrat est de trois ans,. Il déclare à cette occasion : « Je n'ai jamais caché ma profonde admiration pour Ayrton Senna qui était mon pilote favori et mon idole sur la piste, ma référence. Je me rappelle, quand j'étais petit, les posters qui étaient sur ma garde-robe, mes voitures miniatures avec lesquelles je rêvais que j'imiterais un jour Ayrton et le kart que mon père avait construit pour ma grande sœur, un kart dont j'avais fini par tomber amoureux. Ce kart avait la livrée de l'une des associations les plus légendaires de l'histoire de la Formule 1, McLaren-Honda, la voiture pilotée par Ayrton, le même partenariat que j'ai l’honneur de rejoindre aujourd'hui. Je rejoins ce projet avec énormément d'enthousiasme et de détermination, sachant que cela prendra un certain temps pour atteindre les résultats que nous voulons obtenir, ce qui n'est pas un problème pour moi.».

### 2015-2016: retour difficile chez McLaren

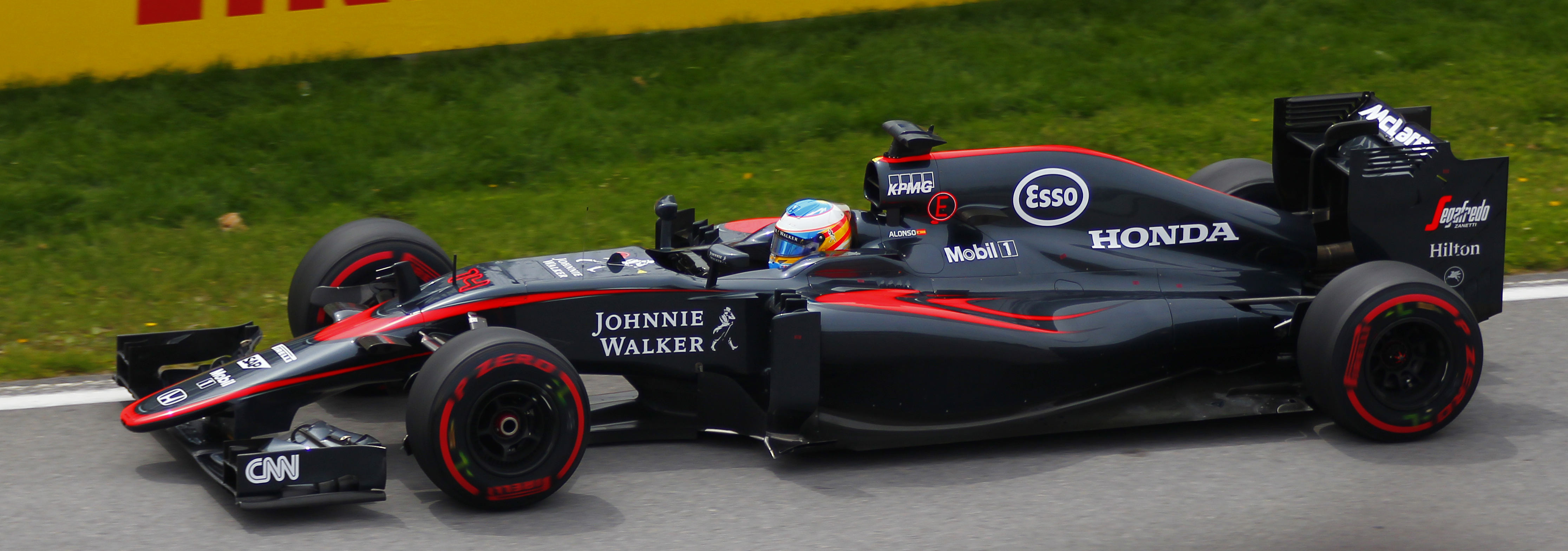
Fernando Alonso au Grand Prix du Canada 2015.

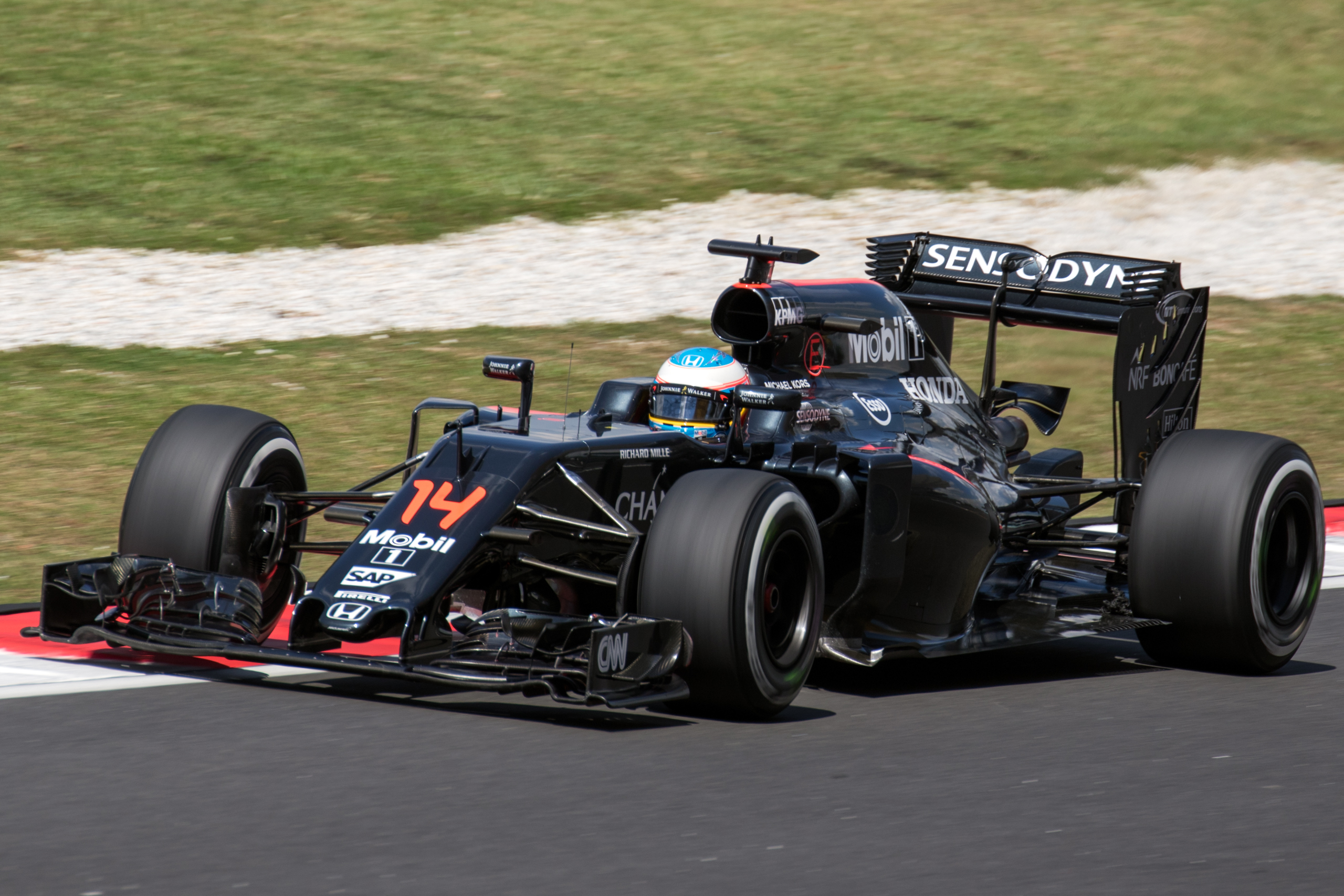
Fernando Alonso au Grand Prix de Malaisie 2016.

Après cinq saisons chez Ferrari, Fernando Alonso retourne chez McLaren, écurie qu'il avait quittée, en 2007, après une seule saison. Au cours des essais hivernaux sur le Circuit de Catalunya, le 22 février 2015, victime d'une commotion après être sorti de la piste entre les virages no 3 et no 4 au volant de sa McLaren MP4-30 Honda, il est évacué par hélicoptère à l'Hospital General de Catalunya dans la banlieue de Barcelone où il passe trois nuits,. Suivant les conseils du corps médical, il déclare forfait pour le premier Grand Prix de la saison à Melbourne le 15 mars, afin de ne pas risquer un deuxième choc si proche du précédent ; Kevin Magnussen assure son intérim,. Si les circonstances de l'accident sont assez floues, Alonso déclare avoir eu une « direction lourde » peu avant la sortie de piste. Après un début de saison désastreux dû à une voiture défaillante, Alonso doit attendre la neuvième course pour marquer son premier point, lors du Grand Prix de Grande-Bretagne à Silverstone. En Hongrie, s'il termine cinquième, la victoire de Sebastian Vettel permet à celui-ci de lui ravir la première place du classement des pilotes par nombre total de points inscrits au cours de la carrière. Lors du Grand Prix du Japon, il étrille publiquement Honda dans son fief de Suzuka, en lâchant dans sa radio « Moteur de GP2, GP2, aaaah ! ». Il finit la saison à la dix-septième position, avec 11 points, son plus mauvais résultat depuis ses débuts en 2001. Première également pour lui, son coéquipier Jenson Button finit devant lui au championnat du monde avec cinq points de plus.
Au Grand Prix inaugural 2016 à Melbourne, il est victime d'un accident avant le freinage du troisième virage, un des endroits les plus rapides du circuit, alors qu'il tente de dépasser la Haas VF-16 d'Esteban Gutiérrez qui le précède. Il touche la roue arrière du Mexicain, tape le mur sur sa gauche, décolle et effectue une série de tonneaux pour terminer sur le toit. Malgré l'extrême violence du choc (la McLaren MP4-31 est complètement détruite), l'Espagnol s'extrait seul de sa monoplace. Les médecins de la FIA ne l'autorisent pas à disputer le Grand Prix suivant, à Bahreïn ; il y est remplacé par le pilote de réserve belge Stoffel Vandoorne qui débute ainsi en Formule 1. Au Grand Prix de Russie, il inscrit ses premiers points de la saison grâce à une sixième place. À Monaco, il obtient son meilleur résultat de la saison en se classant cinquième. Après dix courses, il est quatorzième du championnat avec 18 points. Alonso connaît une seconde partie de saison plus encourageante où il termine dans les points à sept reprises ; il se classe dixième du championnat avec 54 points.

### 2017: F1 et participation aux500 milesd'Indianapolis

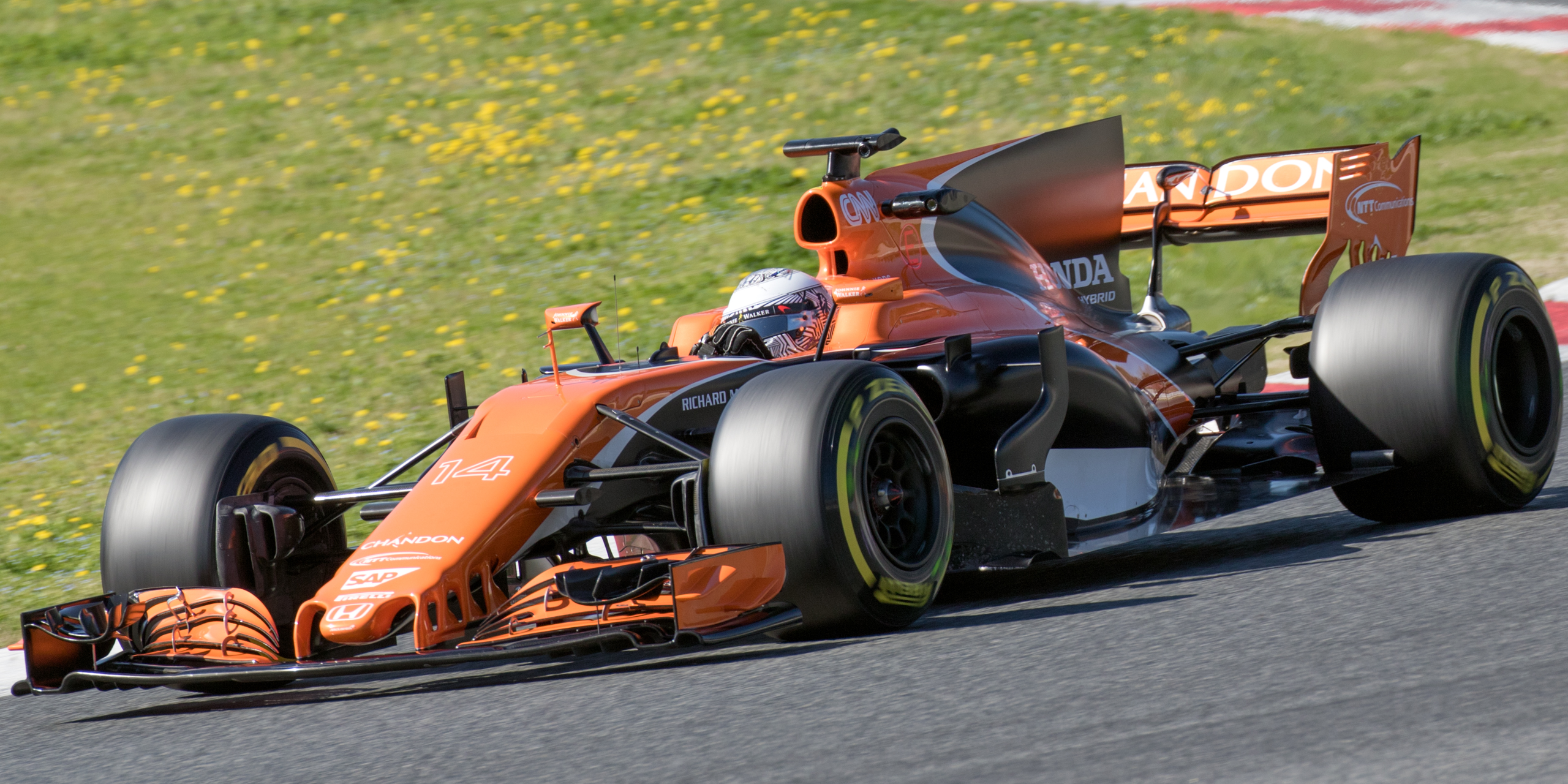
Fernando Alonso au volant de la MCL32 en 2017.

Pour la manche inaugurale de la saison 2017, il abandonne dans les derniers tours à cause d'un problème de suspension. Au Grand Prix de Chine, alors qu'il évolue dans les points, il abandonne à la mi-course. Au Grand Prix de Bahreïn, il connaît une nouvelle course compliquée qui se solde par un nouvel abandon sur casse moteur à trois tours de l'arrivée. Plus tôt dans le Grand Prix alors qu'il lutte pour entrer dans les points, Fernando Alonso est dépassé en bout de ligne droite par trois voitures et s'exclame : « Ils sont 300 mètres derrière et ils me dépassent en ligne droite ! Je n'ai jamais couru avec aussi peu de puissance de ma vie ! ». Ses ennuis mécaniques continuent à Sotchi où, qualifié en quinzième position, il abandonne dès le tour de formation. Alonso termine sa première course de la saison à Barcelone où il se classe douzième à deux tours du vainqueur Lewis Hamilton.
Fernando Alonso, avec l'appui de son écurie, décide de faire l'impasse sur le Grand Prix de Monaco pour disputer les 500 miles d'Indianapolis sur une McLaren-Honda engagée par Andretti Autosport,,,,,,. Le double champion du monde espagnol explique avoir l'ambition de remporter la Triple Couronne qui consiste à s'imposer à Monaco (ce qu'il a fait deux fois en 2006 et en 2007), à Indianapolis et aux 24 Heures du Mans, et dont Graham Hill reste à ce jour le seul détenteur. Alonso se qualifie cinquième sur la grille de départ et, le 28 mai 2017 sur l'ovale de l'Indianapolis Motor Speedway, fait toute la course dans le groupe de tête, menant même durant 27 tours. Il abandonne sur casse moteur à 21 boucles de l'arrivée (sur un total de 200 tours) alors qu'il occupe la septième place et reste en position pour la victoire,. Qualifiant cette expérience de « géniale », il indique dans la foulée son intention de retenter sa chance. Sa performance est saluée par le titre de Rookie of the Year.
En Azerbaïdjan, qualifié en fond de grille, il marque ses premiers points de la saison en terminant neuvième. Lors du Grand prix de Hongrie, il obtient son meilleur résultat en franchissant la ligne d'arrivée sixième en réalisant le meilleur tour en course. Le 19 octobre 2017, McLaren prolonge son contrat pour « plusieurs saisons » à compter de 2018. Il se classe quinzième du championnat avec 17 points. Il s'engage avec Toyota en WEC et aux 24 Heures du Mans 2018. En décembre 2017, il est introduit au Temple de la renommée de la FIA.

### 2018: dernière année avec McLaren et victoire aux 24 Heures du Mans

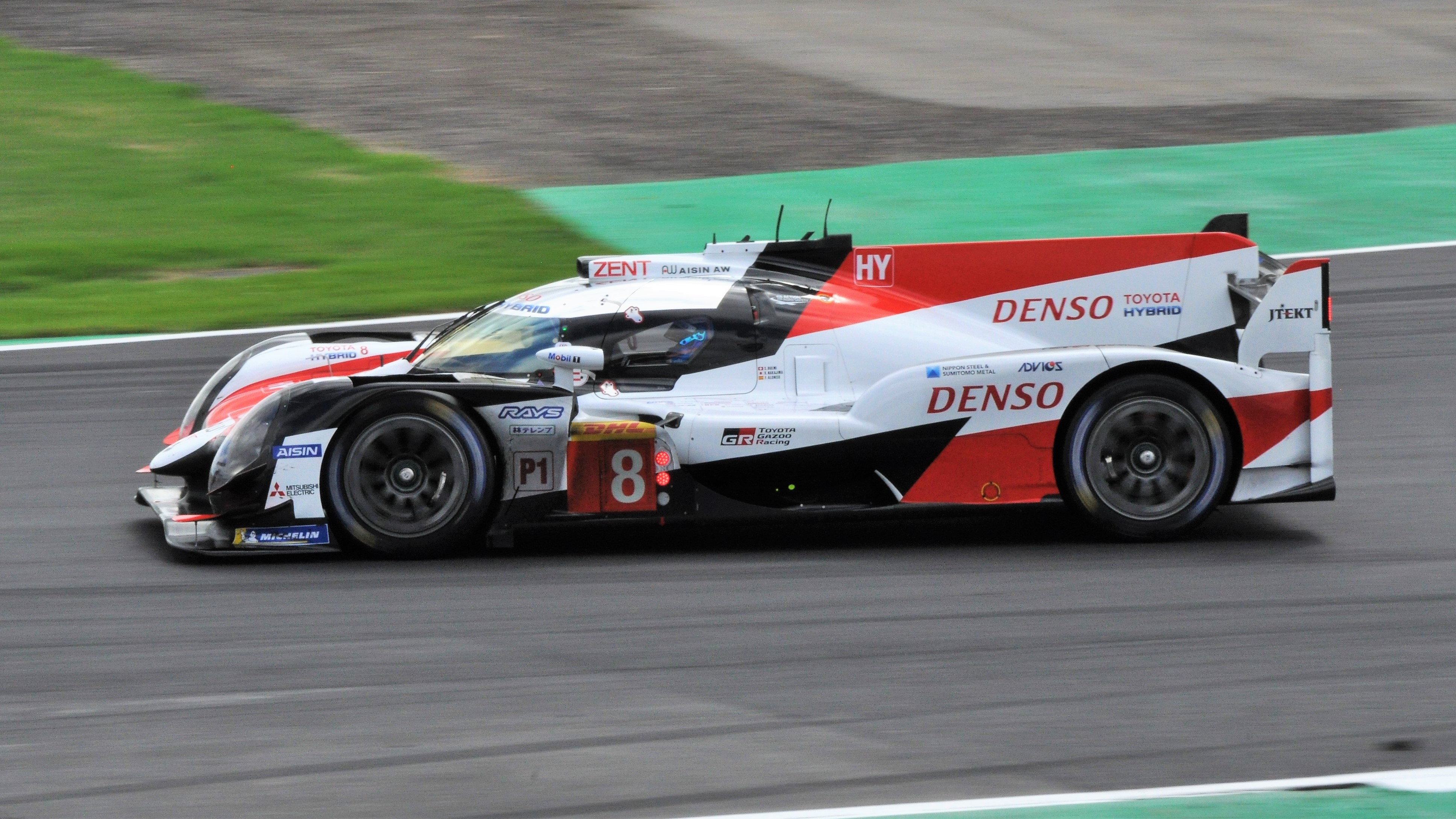
Fernando Alonso au volant de la Toyota TS050 Hybrid lors des 6 Heures de Silverstone 2018.

Le 5 mai 2018, Fernando Alonso participe à sa première course comptant pour le Championnat du monde d'endurance FIA 2018-2019, les 6 Heures de Spa-Francorchamps. Parti de la pole position avec la Toyota TS050 Hybrid du Toyota Gazoo Racing, il remporte l'épreuve avec ses équipiers Kazuki Nakajima et Sébastien Buemi, tous deux anciens pilotes de Formule 1. Il s'engage ensuite avec les mêmes équipiers et sur la voiture no 8 aux 24 Heures du Mans 2018 où il s'élance de la pole position. Il effectue un relais nocturne de 3 h 30 pour remonter sur José-Maria Lopez en tête avec la Toyota no 7 en tournant environ trois secondes plus vite au tour. Son équipier Kazuki Nakajima la dépasse ensuite et s'empare de la première place que l'équipage ne quitte plus. Fernando Alonso remporte ainsi les 24 Heures du Mans dès sa première participation, et il ne lui manque désormais, dans sa quête de la Triple couronne, que la victoire aux 500 miles d'Indianapolis.

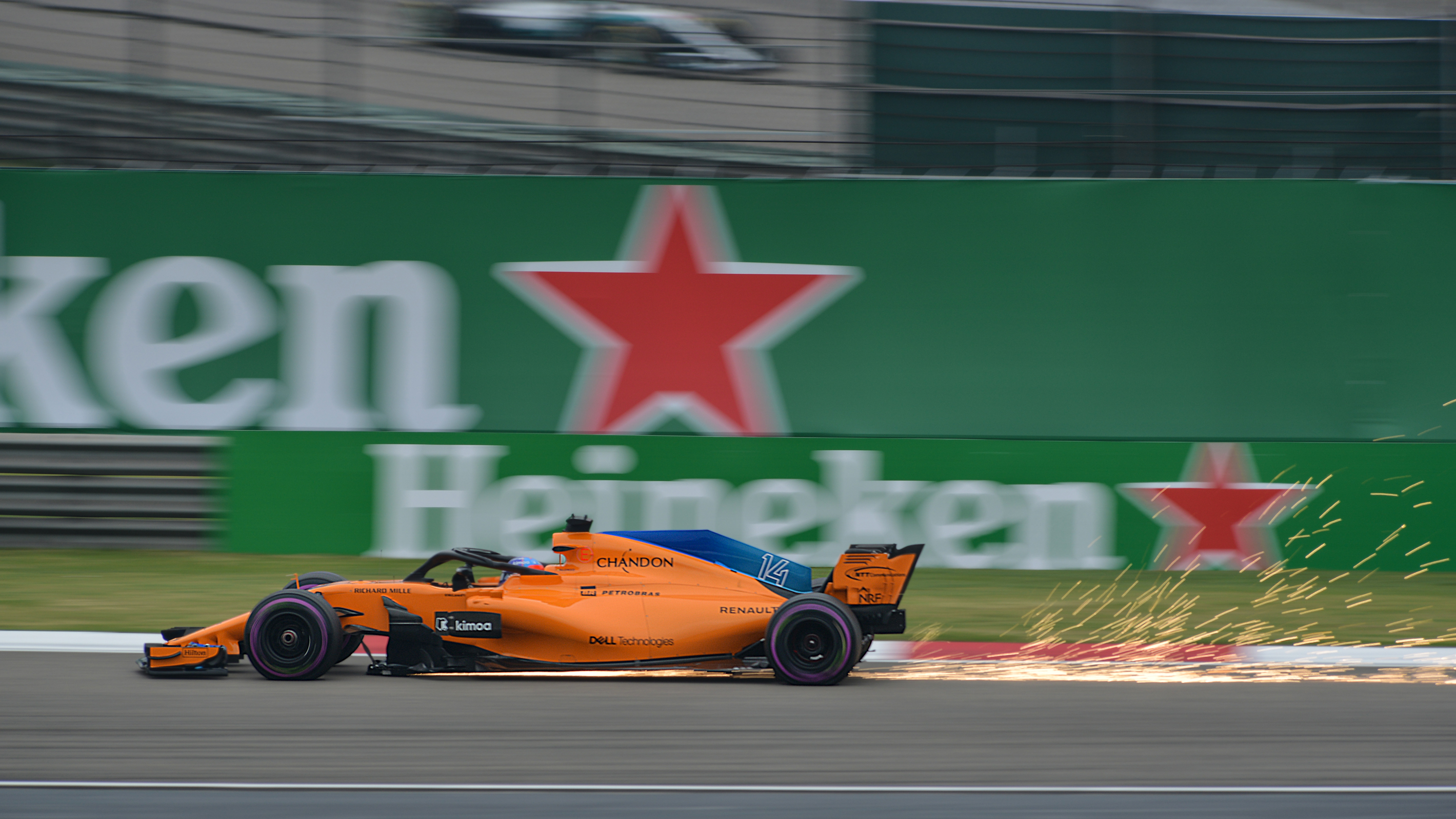
Fernando Alonso avec la McLaren MCL33 lors des essais libres 3 du Grand Prix de Chine 2018.

La première partie du championnat du monde de Formule 1 2018 est nettement meilleure que les précédentes pour l'Espagnol. Avec le changement de motoriste de son équipe, il termine souvent dans les points, notamment avec une cinquième place en Australie, son meilleur résultat de la saison, malgré deux abandons à Monaco, sur un problème de boîte de vitesses et au Canada, sur un problème d'échappement.
Le 14 août 2018, il annonce qu'il arrête la Formule 1 à l'issue de la saison.
Au départ du Grand Prix de Belgique, Nico Hülkenberg rate son freinage à l'épingle de la Source, percute l'arrière de la voiture de Fernando Alonso et la projette dans les airs ; elle atterrit sur le haut du cockpit et du halo de Charles Leclerc. Il abandonne à nouveau en Italie, après un problème électrique.
À Singapour, il termine septième. En Russie et au Japon, il termine quatorzième puis il abandonne aux États-Unis et au Mexique, sur un accrochage avec Lance Stroll puis à cause d'une surchauffe. Il finit le Grand Prix du Brésil à la dix-septième place puis participe à son dernier Grand Prix de Formule 1 à Abou Dabi où il termine onzième. Il y est honoré par Lewis Hamilton et Sebastian Vettel dans un tour d'honneur à trois de front achevé par une série de donuts effectués de concert dans la ligne droite des stands. Il se classe finalement onzième du championnat du monde, avec 50 points.

### 2019: champion du monde d'endurance et victorieux à Daytona et au Mans

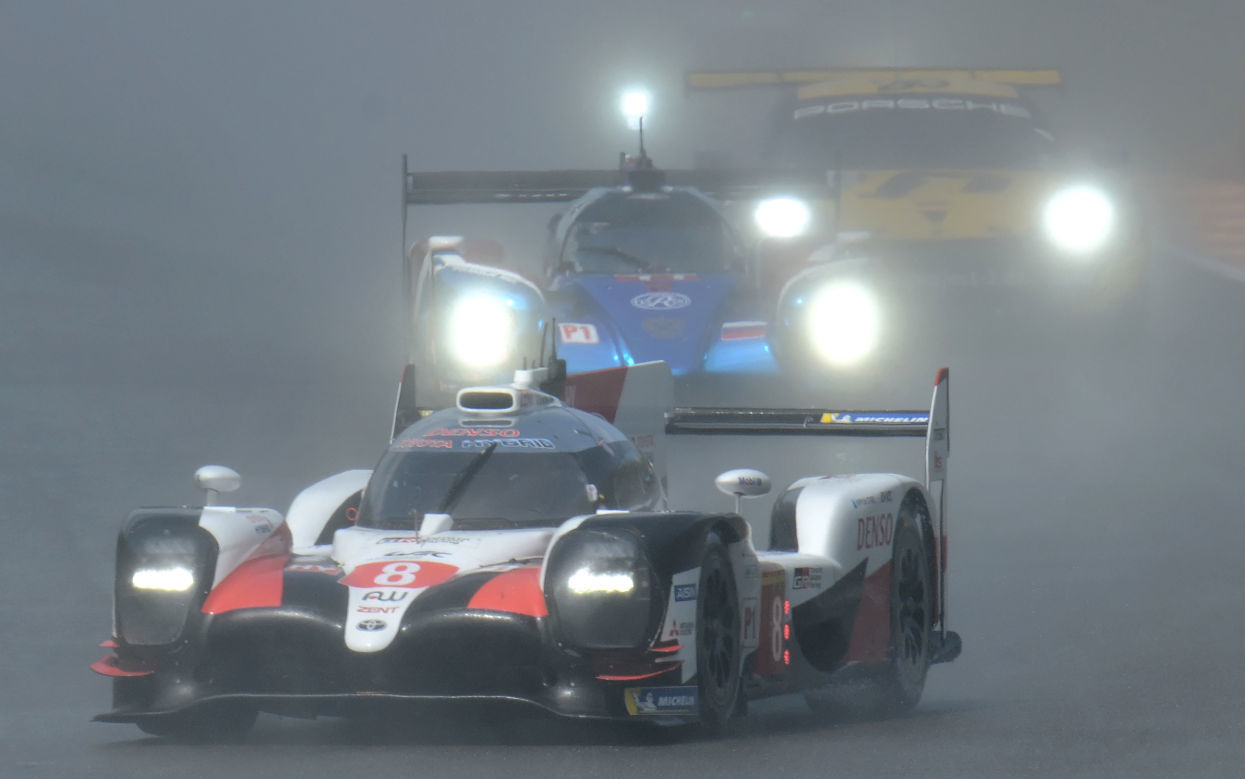
Fernando Alonso au volant de la Toyota TS050 Hybrid lors des 6 Heures de Spa 2019.

Le 27 janvier 2019, Fernando Alonso remporte les 24 Heures de Daytona à bord d'une Cadillac DPi-V.R. Le 16 juin, il remporte les 24 Heures du Mans 2019 et s'adjuge le championnat du monde d'endurance.
En septembre, il pilote une Toyota Hilux, avec Marc Coma comme copilote, lors du rallye Lichtenburg 400 en Afrique du Sud qui sert de préparation au Rallye Dakar. En octobre, il participe au Rallye du Maroc. Le 24 octobre, il annonce sa participation au prochain Rallye Dakar.

### 2020-2022: débuts sur le Rallye Dakar et retour en Formule 1 avec Alpine
En 2020, il termine à la treizième place de son premier Rallye Dakar.

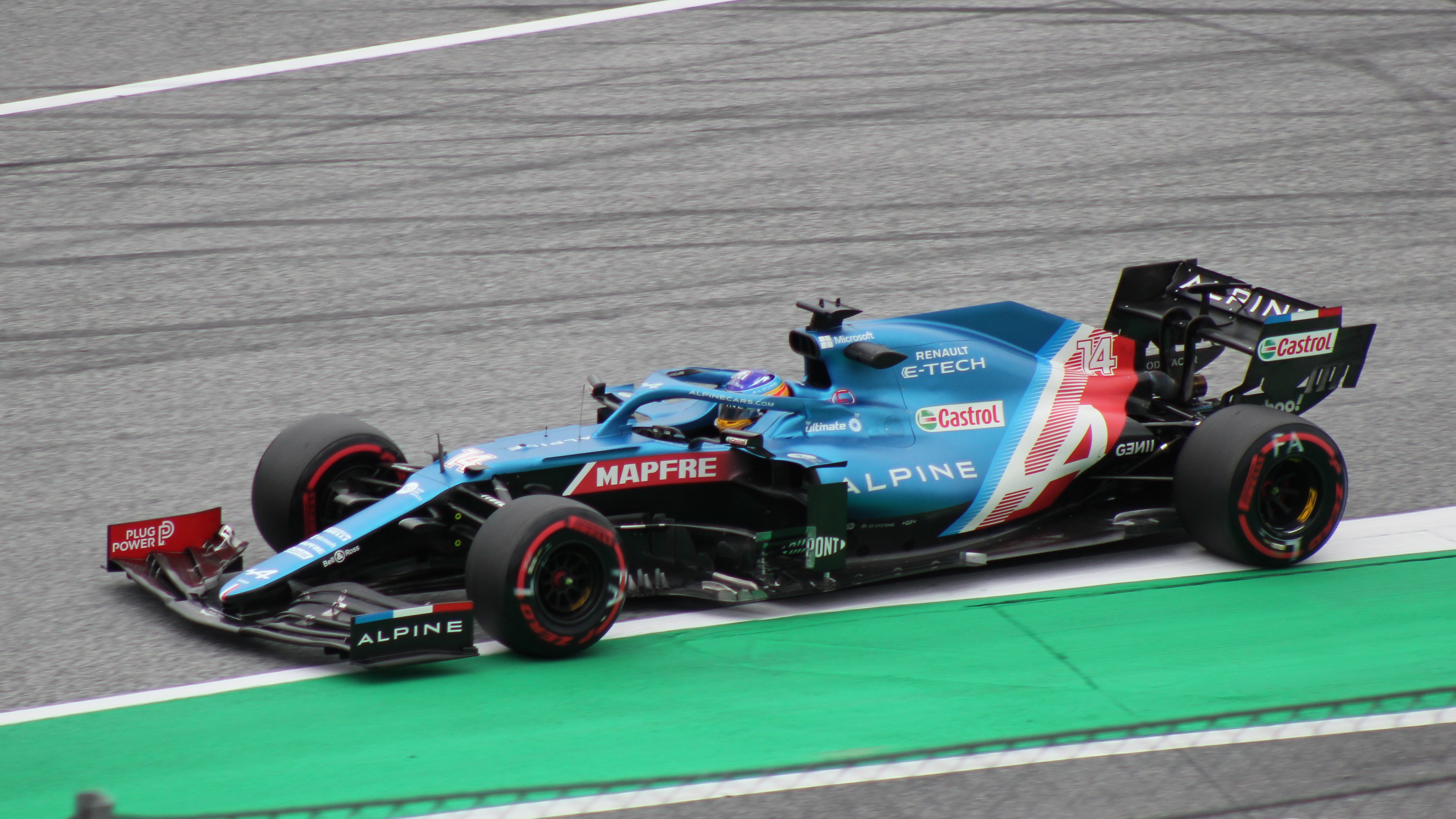
Fernando Alonso avec la Alpine A521 lors du Grand Prix d'Autriche 2021.

Le 8 juillet 2020, Renault F1 Team annonce que Fernando Alonso rejoint l'équipe en 2021, au côté d'Esteban Ocon, pour remplacer Daniel Ricciardo, parti chez McLaren, pour une collaboration à long terme ;  c'est la troisième fois que Fernando Alonso évolue au sein de l'équipe Renault,. Il déclare : « Je suis très heureux […] La Formule 1 est toujours dans mon cœur. En 2018, j'avais décidé d'arrêter. J'avais besoin d'air frais, de respirer un peu en dehors de la bulle de la Formule 1 après dix-huit saisons très exigeantes et je me sens maintenant assez frais pour revenir. 2021 était la bonne fenêtre pour penser à un possible retour, avec les nouvelles réglementations qui ont été repoussées d'un an mais je pense que 2021 est une année importante pour reprendre place dans ce sport et aider l'équipe à se préparer pour la saison suivante. Et je suis si content de retrouver Renault avec qui nous avons connu tant de succès dans le passé
. »
Après une quatrième place au Grand Prix de Hongrie comme meilleur résultat, où il a contribué à la victoire de son coéquipier Esteban Ocon, Fernando Alonso se classe troisième de la vingtième manche du championnat, au  Grand Prix du Qatar. Il n'était plus monté sur un podium depuis le Grand Prix de Hongrie 2014, un intervalle de 146 courses,,.
Fernando Alonso se classe deuxième des qualifications du Grand Prix du Canada, sa meilleure performance en qualifications depuis 2012,,. Durant la trêve estivale, après l'annonce de la retraite de Sebastian Vettel à l'issue de la saison 2022, Aston Martin F1 Team annonce qu'Alonso rejoint l'écurie en 2023 pour au moins deux saisons.

### 2023: transfert gagnant chez Aston Martin
En 2023, Fernando Alonso remplace Sebastian Vettel chez Aston Martin. Il monte sur la troisième marche du podium des trois premières courses, à Bahreïn, à Djeddah (son centième podium) et à Melbourne, et pointe à la troisième place du championnat, derrière les pilotes Red Bull Max Verstappen et Sergio Pérez,,,.
Il se classe troisième du Grand Prix de Miami. À Monaco, après avoir raté de peu la pole position, il termine deuxième, derrière Max Verstappen.
Le 11 avril 2024, il prolonge chez Aston Martin pour au moins deux saisons et avec une option pour d'autres saisons.

## Polémiques et incidents

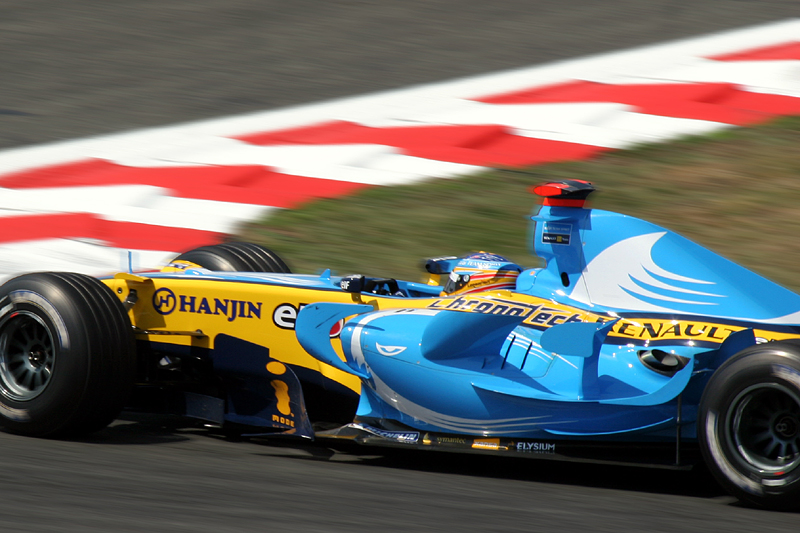
Alonso au Grand Prix de France 2006.

- Grand Prix de Hongrie 2006 — Lors des essais libres, Alonso revient sur le pilote d’essais de Red Bull, Robert Doornbos et, estimant être gêné, le dépasse avant de freiner et de se rabattre brutalement devant lui, manquant de créer un accident. La FIA le sanctionne en ajoutant deux secondes à son meilleur temps des qualifications, une pour comportement anti-sportif et l'autre seconde pour dépassement sous drapeau jaune[61].
- Grand Prix de Hongrie 2007 — En pole position provisoire, Alonso tarde à redémarrer après avoir chaussé son dernier train de pneus ce qui empêche son coéquipier Lewis Hamilton, coincé derrière lui, de boucler un ultime tour rapide. Alonso se défend d'avoir volontairement gêné son coéquipier, expliquant avoir obéi à son équipe, Ron Dennis lui-même prenant sa défense. Ce dernier se serait servi d'Alonso pour punir Lewis Hamilton qui avait désobéi à un ordre direct du patron de McLaren, de plus Alonso ne pouvait pas connaître le temps restant dans la séance, lui-même n'ayant franchi la ligne de départ/arrivée qu'à quelques secondes de la fin. Toutefois, la FIA le sanctionne de cinq places sur la grille pour comportement anti-sportif, tandis que son écurie est privée des points marqués au championnat des constructeurs[62].
- Championnat du monde de Formule 1 2007 — La saison est perturbée par une affaire d'espionnage dans laquelle l'écurie McLaren est accusée d'utiliser des données techniques confidentielles de la Scuderia Ferrari. À l'issue d'une procédure de plusieurs semaines, la FIA prouve que plusieurs membres de l'équipe McLaren, dont Fernando Alonso, ont utilisé les données de Ferrari en ayant connaissance de leur provenance frauduleuse. Ayant collaboré sous pression à l'enquête de la FIA, Alonso n'est pas sanctionné, à l'inverse de son écurie pénalisée de 100 millions de dollars et déclassée du championnat des constructeurs[63].
- Grand Prix d'Allemagne 2010 — Lors de la course, Alonso est second derrière son coéquipier Felipe Massa. Au quarantième tour, il n'y a plus que 1,2 seconde d’écart entre les deux pilotes. Au quarante-huitième tour, Massa ralentit fortement et laisse passer Alonso dans la ligne droite : la Scuderia Ferrari vient de lui adresser un message, qui peut être interprété comme une consigne d'équipe : « Fernando est plus rapide que toi. Peux-tu nous confirmer que tu as bien compris ce message ? ». Ferrari est reconnu coupable d'avoir donné un ordre d'équipe qui a interféré avec la course en violation de l'article 39.1 du règlement sportif de la Formule 1. Ferrari et ses deux pilotes sont convoqués devant le conseil mondial de la FIA pour avoir nuit à l’image de la Formule 1, selon l’article 151c du Code Sportif international[64].
- Grand Prix de Singapour 2013 — Après la course, Alonso est interpellé sur la piste par Mark Webber, qui a abandonné au dernier tour, pour qu'il l'emmène jusqu'au stand sur sa monoplace. En s'arrêtant, Alonso manque de créer une collision avec la Mercedes de Lewis Hamilton et Webber de se faire renverser par Nico Rosberg. Les deux pilotes sont sanctionnés d'une réprimande[65].

## Sim racing
Fernando Alonso fait ses premiers pas dans l'univers du Sim racing en 2017, quand il crée l'équipe FA Racing G2 en partenariat avec G2 ESport et la marque de périphériques Logitech. Fernando Alonso est présent sur iRacing et rFactor2.
En 2020, pendant la crise sanitaire, Alonso se lance dans des championnats officiels en ligne ; il remporte quatre trophées Race Legends à Indianapolis et Silverstone, cinq victoires consécutives sur le circuit virtuel de Monaco et remporte la course en ligne des 24 heures de Spa-Francorchamps avec ses coéquipiers Rubens Barrichello et Tony Kanaan. Il participe aux 24 Heures du Mans, avec Barrichello et de deux simracers, mais un bug du simulateur les prive de leur chance

## Vie privée
Fernando Alonso est issu d'un milieu relativement modeste et populaire, son père travaillant dans une usine d'explosifs et sa mère dans une parfumerie.
Il se marie le 17 novembre 2006 avec Raquel del Rosario, chanteuse du groupe El Sueño de Morfeo, et divorce le 20 décembre 2011. Lors du Grand Prix d'Allemagne 2012, il officialise sa liaison avec Dasha Kapustina, une jeune modèle russe. En décembre 2014, alors qu'elle n'est plus apparue à ses côtés depuis le Grand Prix de Singapour en septembre, il annonce leur rupture.
Résidant à Mont-sur-Rolle jusqu'en février 2009, il emménage à Lugano en Suisse tout en conservant un pied-à-terre à Oviedo en Espagne.
Il envisageait plus jeune une carrière de footballeur. Il est supporter du Real Madrid. Il est aussi féru de cyclisme au point de vouloir monter une équipe pour 2011 pour faire courir ses amis Alberto Contador et Carlos Sastre avec qui il roule régulièrement en hiver lors de sa préparation. Il a, un temps, envisagé d'acheter l'équipe cycliste professionnelle Euskaltel-Euskadi en septembre 2013, qui fera faillite peu après.
Selon l'enquête Swissleaks révélant en 2015 le système de fraude fiscale internationale mis en place par la banque HSBC, Fernando Alonso aurait possédé quatre comptes au sein de cette banque ayant abrité un total de 42,3 millions de dollars.
Il aime la magie, le sport à la télé, le cinéma, l'informatique. Il parle espagnol, anglais, italien et français.
Il est cité en 2017 dans l'affaire des Paradise Papers (évasion fiscale).

## Résultats en championnat du monde de Formule 1

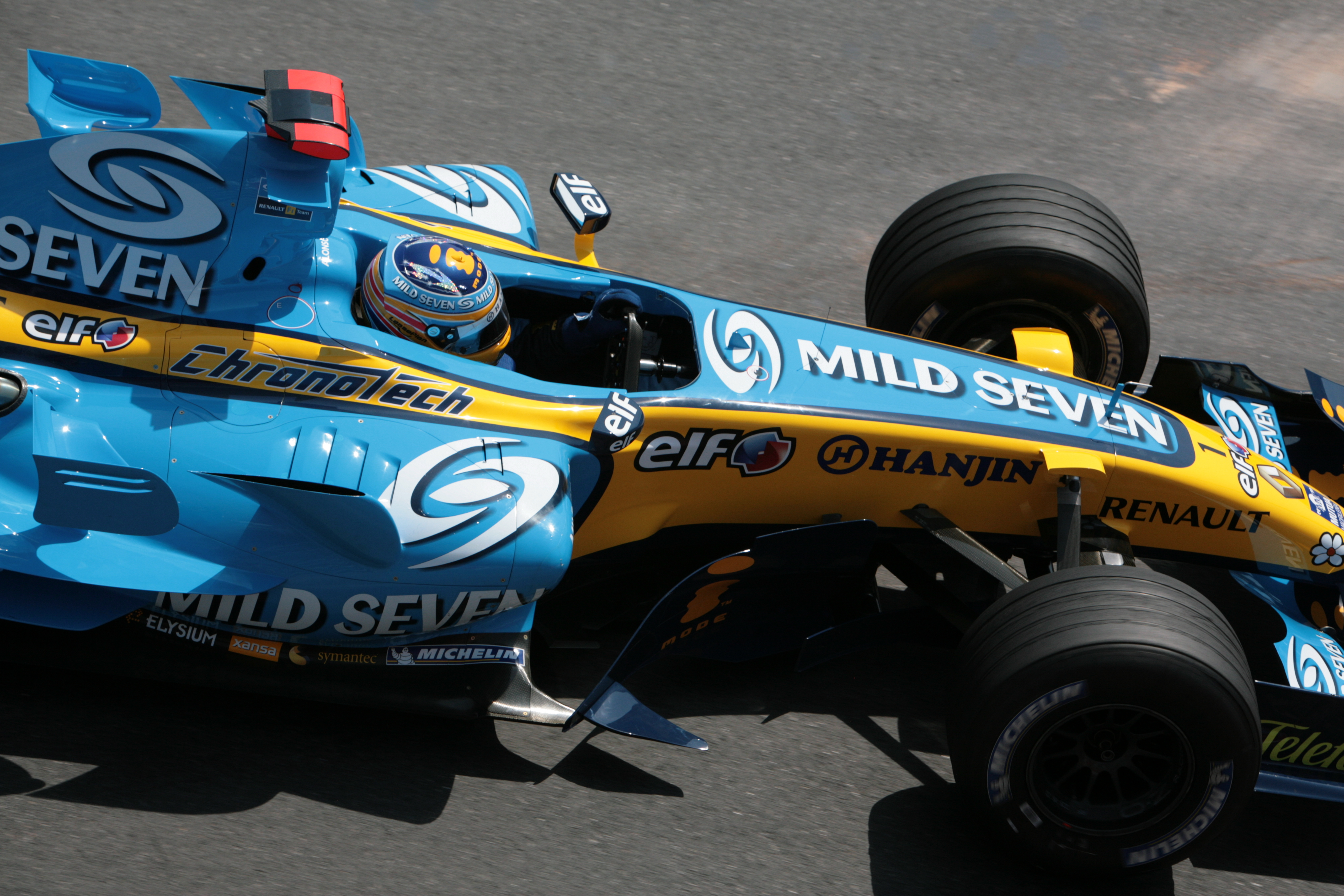
Fernando Alonso au volant de la Renault R26 au Grand Prix de Monaco 2006.

À l'issue du Grand Prix automobile de Hongrie 2025 :
- 22 saisons en Formule 1 (record);
- 2 titres de champion du monde (2005, 2006) ;
- 415 Grands Prix (record);
- 22 pole positions ;
- 42 départs en première ligne ;
- 32 victoires ;
- 40 deuxièmes places ;
- 34 troisièmes places ;
- 106 podiums ;
- 21 saisons dans les points (record)
- 16 saisons consécutivement dans les points
- 2353 points marqués ;
- 268 arrivées dans les points ;
- 26 meilleurs tours en course ;
- 5 hat tricks ;
- 1 chelem ;
- 1 773 tours en tête ;
- 8 673 km en tête ;
- 22 435 tours parcourus (record);
- 112 302 km parcourus (record);
- 80 abandons ;
- Débuts en Formule 1 : le 4 mars 2001 au Grand Prix d'Australie, sur le circuit de Melbourne – 12e.
- Première pole position : le 23 mars 2003 au Grand Prix de Malaisie, sur le circuit de Sepang.
- Première victoire : le 24 août 2003 au Grand Prix de Hongrie, sur le Hungaroring.

| Saison | Écurie                                       | Châssis                  | Moteur                    | Pneus | GP disputés | Pole positions | Victoires | Meilleurs tours | Podiums | Dans les points | Abandons | Points inscrits | Classement |
| ------ | -------------------------------------------- | ------------------------ | ------------------------- | ----- | ----------- | -------------- | --------- | --------------- | ------- | --------------- | -------- | --------------- | ---------- |
| 2001   | European Minardi F1                          | Minardi PS01             | European V10              | M     | 16          | 0              | 0         | 0               | 0       | 0               | 9        | 0               | 23e        |
| 2003   | Mild Seven Renault F1 Team                   | Renault R23 Renault R23B | Renault V10               | M     | 16          | 2              | 1         | 1               | 4       | 11              | 5        | 55              | 6e         |
| 2004   | Mild Seven Renault F1 Team                   | Renault R24              | Renault V10               | M     | 18          | 1              | 0         | 0               | 4       | 12              | 5        | 59              | 4e         |
| 2005   | Mild Seven Renault F1 Team                   | Renault R25              | Renault V10               | M     | 18          | 6              | 7         | 2               | 15      | 16              | 2        | 133             | Champion   |
| 2006   | Mild Seven Renault F1 Team                   | Renault R26              | Renault V8                | M     | 18          | 6              | 7         | 5               | 14      | 16              | 2        | 134             | Champion   |
| 2007   | Vodafone McLaren Mercedes                    | McLaren MP4-22           | Mercedes V8               | B     | 17          | 2              | 4         | 3               | 12      | 16              | 1        | 109             | 3e         |
| 2008   | ING Renault F1 Team                          | Renault R28              | Renault V8                | B     | 18          | 0              | 2         | 0               | 3       | 12              | 3        | 61              | 5e         |
| 2009   | ING Renault F1 Team                          | Renault R29              | Renault V8                | B     | 17          | 1              | 0         | 2               | 1       | 8               | 3        | 26              | 9e         |
| 2010   | Scuderia Ferrari Marlboro                    | Ferrari F10              | Ferrari V8                | B     | 19          | 2              | 5         | 5               | 10      | 16              | 1        | 252             | 2e         |
| 2011   | Scuderia Ferrari                             | Ferrari 150° Italia      | Ferrari V8                | P     | 19          | 0              | 1         | 1               | 10      | 18              | 1        | 257             | 4e         |
| 2012   | Scuderia Ferrari                             | Ferrari F2012            | Ferrari V8                | P     | 20          | 2              | 3         | 0               | 13      | 18              | 2        | 278             | 2e         |
| 2013   | Scuderia Ferrari                             | Ferrari F138             | Ferrari V8                | P     | 19          | 0              | 2         | 2               | 10      | 17              | 1        | 242             | 2e         |
| 2014   | Scuderia Ferrari                             | Ferrari F14 T            | Ferrari V6 turbo hybride  | P     | 19          | 0              | 0         | 0               | 2       | 17              | 2        | 161             | 6e         |
| 2015   | McLaren Honda                                | McLaren MP4-30           | Honda V6 turbo hybride    | P     | 18          | 0              | 0         | 0               | 0       | 2               | 8        | 11              | 17e        |
| 2016   | McLaren-Honda Formula 1 Team                 | McLaren MP4-31           | Honda V6 turbo hybride    | P     | 20          | 0              | 0         | 1               | 0       | 9               | 3        | 54              | 10e        |
| 2017   | McLaren-Honda Formula 1 Team                 | McLaren MCL32            | Honda V6 turbo hybride    | P     | 18          | 0              | 0         | 1               | 0       | 4               | 10       | 17              | 15e        |
| 2018   | McLaren Formula 1 Team                       | McLaren MCL33            | Renault V6 turbo hybride  | P     | 21          | 0              | 0         | 0               | 0       | 9               | 8        | 50              | 11e        |
| 2021   | Alpine F1 Team                               | Alpine A521              | Renault V6 turbo hybride  | P     | 22          | 0              | 0         | 0               | 1       | 15              | 2        | 81              | 10e        |
| 2022   | BWT Alpine F1 Team                           | Alpine A522              | Renault V6 turbo hybride  | P     | 22          | 0              | 0         | 0               | 0       | 14              | 6        | 81              | 9e         |
| 2023   | Aston Martin Aramco Cognizant Formula 1 Team | Aston Martin AMR23       | Mercedes V6 turbo hybride | P     | 22          | 0              | 0         | 1               | 8       | 19              | 2        | 206             | 4e         |
| 2024   | Aston Martin Aramco Formula 1 Team           | Aston Martin AMR24       | Mercedes V6 turbo hybride | P     | 24          | 0              | 0         | 1               | 0       | 8               | 0        | 62              | 9e         |
| 2025   | Aston Martin Aramco Formula 1 Team           | Aston Martin AMR25       | Mercedes V6 turbo hybride | P     | 14          | 0              | 0         | 0               | 0       | 5               | 3        | 26              | 11e        |
|        | Total                                        |                          |                           |       | 415         | 22             | 32        | 26              | 106     | 262             | 80       | 2363            |            |

| Saison        | Écurie                                | Châssis                  | Moteur                                      | Pneus | 1        | 2        | 3        | 4        | 5        | 6        | 7        | 8        | 9        | 10       | 11       | 12       | 13       | 14       | 15       | 16       | 17       | 18       | 19       | 20       | 21     | 22       | 23    | 24    | Classement | Points inscrits |
| ------------- | ------------------------------------- | ------------------------ | ------------------------------------------- | ----- | -------- | -------- | -------- | -------- | -------- | -------- | -------- | -------- | -------- | -------- | -------- | -------- | -------- | -------- | -------- | -------- | -------- | -------- | -------- | -------- | ------ | -------- | ----- | ----- | ---------- | --------------- |
| 2001          | European Minardi F1                   | Minardi PS01             | European V10 Zetec-R                        | M     | AUS 12   | MAL 13   | BRE Abd. | SMR Abd. | ESP 13   | AUT Abd. | MON Abd. | CAN Abd. | EUR 14   | FRA 17*  | GBR 16   | ALL 10   | HON Abd. | BEL Abd. | ITA 13   | USA Abd. | JPN 11   |          |          |          |        |          |       |       | 23e        | 0               |
| 2003          | Mild Seven Renault F1 Team            | Renault R23 Renault R23B | Renault V10 RS23                            | M     | AUS 7    | MAL 3    | BRE 3    | SMR 6    | ESP 2    | AUT Abd. | MON 5    | CAN 4    | EUR 4    | FRA Abd. | GBR Abd. | ALL 4    | HON 1    | ITA 8    | USA Abd. | JPN Abd. |          |          |          |          |        |          |       |       | 6e         | 55              |
| 2004          | Mild Seven Renault F1 Team            | Renault R24              | Renault V10 RS24                            | M     | AUS 3    | MAL 7    | BHR 6    | SMR 4    | ESP 4    | MON Abd. | EUR 5    | CAN Abd. | USA Abd. | FRA 2    | GBR 10   | ALL 3    | HON 3    | BEL Abd. | ITA Abd. | CHI 4    | JPN 5    | BRE 4    |          |          |        |          |       |       | 4e         | 59              |
| 2005          | Mild Seven Renault F1 Team            | Renault R25              | Renault V10 RS25                            | M     | AUS 3    | MAL 1    | BHR 1    | SMR 1    | ESP 2    | MON 4    | EUR 1    | CAN Abd. | USA Np.  | FRA 1    | GBR 2    | ALL 1    | HON 11   | TUR 2    | ITA 2    | BEL 2    | BRE 3    | JPN 3    | CHI 1    |          |        |          |       |       | Champion   | 133             |
| 2006          | Mild Seven Renault F1 Team            | Renault R26              | Renault V8 RS26                             | M     | BHR 1    | MAL 2    | AUS 1    | SMR 2    | EUR 2    | ESP 1    | MON 1    | GBR 1    | CAN 1    | USA 5    | FRA 2    | ALL 5    | HON Abd. | TUR 2    | ITA Abd. | CHI 2    | JPN 1    | BRE 2    |          |          |        |          |       |       | Champion   | 134             |
| 2007          | Vodafone McLaren Mercedes             | McLaren MP4-22           | Mercedes V8 FO 108T                         | B     | AUS 2    | MAL 1    | BAH 5    | ESP 3    | MON 1    | CAN 7    | USA 2    | FRA 7    | GBR 2    | EUR 1    | HON 4    | TUR 3    | ITA 1    | BEL 3    | JPN Abd. | CHN 2    | BRE 3    |          |          |          |        |          |       |       | 3e         | 109             |
| 2008          | ING Renault F1 Team                   | Renault R28              | Renault V8 RS27                             | B     | AUS 4    | MAL 8    | BAH 10   | ESP Abd. | TUR 6    | MON 10   | CAN Abd. | FRA 8    | GBR 6    | ALL 11   | HON 4    | EUR Abd. | BEL 4    | ITA 4    | SIN 1    | JPN 1    | CHN 4    | BRE 2    |          |          |        |          |       |       | 5e         | 61              |
| 2009          | ING Renault F1 Team                   | Renault R29              | Renault V8 RS27                             | B     | AUS 5    | MAL 11   | CHI 9    | BAH 8    | ESP 5    | MON 7    | TUR 10   | GBR 14   | ALL 7    | HON Abd. | EUR 6    | BEL Abd. | ITA 5    | SIN 3    | JPN 10   | BRE Abd. | ABU 14   |          |          |          |        |          |       |       | 9e         | 26              |
| 2010          | Scuderia Ferrari Marlboro             | Ferrari F10              | Ferrari V8 Type 056                         | B     | BAH 1    | AUS 4    | MAL 13*  | CHN 4    | ESP 2    | MON 6    | TUR 8    | CAN 3    | EUR 8    | GBR 14   | ALL 1    | HON 2    | BEL Abd. | ITA 1    | SIN 1    | JPN 3    | COR 1    | BRE 3    | ABU 7    |          |        |          |       |       | 2e         | 252             |
| 2011          | Scuderia Ferrari                      | Ferrari 150° Italia      | Ferrari V8 Type 056                         | P     | AUS 4    | MAL 6    | CHN 7    | TUR 3    | ESP 5    | MON 2    | CAN Abd. | EUR 2    | GBR 1    | ALL 2    | HON 3    | BEL 4    | ITA 3    | SIN 4    | JPN 2    | COR 5    | IND 3    | ABU 2    | BRE 4    |          |        |          |       |       | 4e         | 257             |
| 2012          | Scuderia Ferrari                      | Ferrari F2012            | Ferrari V8 Type 056                         | P     | AUS 5    | MAL 1    | CHI 9    | BAH 7    | ESP 2    | MON 3    | CAN 5    | EUR 1    | GBR 2    | ALL 1    | HON 5    | BEL Abd. | ITA 3    | SIN 3    | JPN Abd. | COR 3    | IND 2    | ABU 2    | USA 3    | BRE 2    |        |          |       |       | 2e         | 278             |
| 2013          | Scuderia Ferrari                      | Ferrari F138             | Ferrari V8 Type 056                         | P     | AUS 2    | MAL Abd. | CHI 1    | BAH 8    | ESP 1    | MON 7    | CAN 2    | GBR 3    | ALL 4    | HON 5    | BEL 2    | ITA 2    | SIN 2    | COR 6    | JPN 4    | IND 11   | ABU 5    | USA 5    | BRE 3    |          |        |          |       |       | 2e         | 242             |
| 2014          | Scuderia Ferrari                      | Ferrari F14 T            | Ferrari V6 turbo hybride Type 059/3         | P     | AUS 4    | MAL 4    | BHR 9    | CHI 3    | ESP 6    | MON 4    | CAN 6    | AUT 5    | GBR 6    | ALL 5    | HON 2    | BEL 7    | ITA Abd. | SIN 4    | JPN Abd. | RUS 6    | USA 6    | BRE 6    | ABU 9    |          |        |          |       |       | 6e         | 161             |
| 2015          | McLaren Honda                         | McLaren MP4-30           | Honda V6 turbo hybride RA615H               | P     | AUS      | MAL Abd. | CHI 12   | BHR 11   | ESP Abd. | MON Abd. | CAN Abd. | AUT Abd. | GBR 10   | HON 5    | BEL 13   | ITA 18*  | SIN Abd. | JPN 11   | RUS 11   | USA 11   | MEX Abd. | BRE 15   | ABU 17   |          |        |          |       |       | 17e        | 11              |
| 2016          | McLaren-Honda Formula 1 Team          | McLaren MP4-31           | Honda V6 turbo hybride RA616H               | P     | AUS Abd. | BHR      | CHN 12   | RUS 6    | ESP Abd. | MON 5    | CAN 11   | EUR Abd. | AUT 18*  | GBR 13   | HON 7    | ALL 12   | BEL 7    | ITA 14   | SIN 7    | MAL 7    | JPN 16   | USA 5    | MEX 14   | BRE 10   | ABU 10 |          |       |       | 10e        | 54              |
| 2017          | McLaren-Honda Formula 1 Team          | McLaren MCL32            | Honda V6 turbo hybride RA617H               | P     | AUS Abd. | CHN Abd. | BHR 14*  | RUS Np.  | ESP 12   | MON      | CAN 16*  | AZE 9    | AUT Abd. | GBR Abd. | HON 6    | BEL Abd. | ITA 17*  | SIN Abd. | MAL 11   | JPN 11   | USA Abd. | MEX 10   | BRE 8    | ABU 9    |        |          |       |       | 15e        | 17              |
| 2018          | McLaren Formula 1 Team                | McLaren MCL33            | Renault V6 turbo hybride R.E.18             | P     | AUS 5    | BAH 7    | CHI 7    | AZE 7    | ESP 8    | MON Abd. | CAN Abd. | FRA 16*  | AUT 8    | GBR 8    | ALL 16*  | HON 8    | BEL Abd. | ITA Abd. | SIN 7    | RUS 14   | JAP 14   | USA Abd. | MEX Abd. | BRÉ 17   | ABU 11 |          |       |       | 11e        | 50              |
| 2021          | Alpine F1 Team                        | Alpine A521              | Renault V6 turbo hybride E-Tech 21          | P     | BAH Abd. | EMI 10   | POR 8    | ESP 17   | MON 13   | AZE 6    | FRA 8    | STY 9    | AUT 10   | GBR 7    | HON 4    | BEL 11   | P-B 6    | ITA 8    | RUS 6    | TUR 16   | USA Abd. | MEX 9    | BRE 9    | QAT 3    | ARA 13 | ABU 8    |       |       | 10e        | 81              |
| 2022          | BWT Alpine F1 Team                    | Alpine A522              | Renault V6 turbo hybride E-Tech 22          | P     | BAH 9    | ARA Abd. | AUS 17   | EMI Abd. | MIA 11   | ESP 9    | MON 7    | AZE 7    | CAN 9    | GBR 5    | AUT 10   | FRA 6    | HON 8    | BEL 5    | P-B 6    | ITA Abd. | SIN Abd. | JAP 7    | USA 7    | MEX Abd. | SAO 5  | ABU Abd. |       |       | 9e         | 81              |
| 2023          | Aston Martin Aramco Cognizant F1 Team | Aston Martin AMR23       | Mercedes V6 turbo hybride M14 E Performance | P     | BAH 3    | ARA 3    | AUS 3    | AZE 4    | MIA 3    | MON 2    | ESP 7    | CAN 2    | AUT 5    | GBR 7    | HON 9    | BEL 5    | P-B 2    | ITA 9    | SIN 15   | JAP 8    | QAT 6    | USA Abd. | MEX Abd. | BRE 3    | LVE 9  | ABU 7    |       |       | 4e         | 206             |
| 2024          | Aston Martin Aramco F1 Team           | Aston Martin AMR24       | Mercedes V6 turbo hybride M15 E Performance | P     | BAH 9    | ARA 5    | AUS 8    | JAP 6    | CHN 7    | MIA 9    | EMI 19   | MON 11   | CAN 6    | ESP 12   | AUT 18   | GBR 8    | HON 11   | BEL 8    | P-B 10   | ITA 11   | AZE 6    | SIN 8    | USA 13   | MEX Abd. | BRE 14 | LVE 11   | QAT 7 | ABU 9 | 9e         | 62              |
| 2025          | Aston Martin Aramco F1 Team           | Aston Martin AMR25       | Mercedes V6 turbo hybride M16 E Performance | P     | AUS Abd. | CHI Abd. | JAP 11e  | BAH 17e  | ARA 11e  | MIA 15e  | EMI 11e  | MON Abd. | ESP 9e   | CAN 7e   | AUT 7e   | GBR 9e   | BEL 17e  | HON 5e   | P-B      | ITA      | AZE      | SIN      | USA      | MEX      | BRE    | LVE      | QAT   | ABU   | 26         | 11e             |
| Légende : ici |                                       |                          |                                             |       |          |          |          |          |          |          |          |          |          |          |          |          |          |          |          |          |          |          |          |          |        |          |       |       |            |                 |

## Victoires en championnat du monde de Formule 1
| #  | Année | Manche | Date              | Grand Prix      | Circuit     | Position de départ | Écurie           | Voiture     |
| -- | ----- | ------ | ----------------- | --------------- | ----------- | ------------------ | ---------------- | ----------- |
| 1  | 2003  | 13/16  | 24 août 2003      | Hongrie         | Hungaroring | Pole position      | Renault          | R23         |
| 2  | 2005  | 02/19  | 20 mars 2005      | Malaisie        | Sepang      | Pole position      | Renault          | R25         |
| 3  | 2005  | 03/19  | 3 avril 2005      | Bahreïn         | Sakhir      | Pole position      | Renault          | R25         |
| 4  | 2005  | 04/19  | 24 avril 2005     | Saint-Marin     | Imola       | 2e                 | Renault          | R25         |
| 5  | 2005  | 07/19  | 29 mai 2005       | Europe          | Nürburgring | 6e                 | Renault          | R25         |
| 6  | 2005  | 10/19  | 3 juillet 2005    | France          | Magny-Cours | Pole position      | Renault          | R25         |
| 7  | 2005  | 12/19  | 24 juillet 2005   | Allemagne       | Hockenheim  | 3e                 | Renault          | R25         |
| 8  | 2005  | 19/19  | 16 octobre 2005   | Chine           | Shanghai    | Pole position      | Renault          | R25         |
| 9  | 2006  | 01/18  | 19 mars 2006      | Bahreïn         | Sakhir      | 4e                 | Renault          | R26         |
| 10 | 2006  | 03/18  | 2 avril 2006      | Australie       | Melbourne   | 3e                 | Renault          | R26         |
| 11 | 2006  | 06/18  | 14 mai 2006       | Espagne         | Catalogne   | Pole position      | Renault          | R26         |
| 12 | 2006  | 07/18  | 28 mai 2006       | Monaco          | Monaco      | Pole position      | Renault          | R26         |
| 13 | 2006  | 08/18  | 11 juin 2006      | Grande-Bretagne | Silverstone | Pole position      | Renault          | R26         |
| 14 | 2006  | 09/18  | 25 juin 2006      | Canada          | Montréal    | Pole position      | Renault          | R26         |
| 15 | 2006  | 17/18  | 8 octobre 2006    | Japon           | Suzuka      | 5e                 | Renault          | R26         |
| 16 | 2007  | 02/17  | 8 avril 2007      | Malaisie        | Sepang      | 2e                 | McLaren-Mercedes | MP4-22      |
| 17 | 2007  | 05/17  | 27 mai 2007       | Monaco          | Monaco      | Pole position      | McLaren-Mercedes | MP4-22      |
| 18 | 2007  | 10/17  | 22 juillet 2007   | Europe          | Nürburgring | 2e                 | McLaren-Mercedes | MP4-22      |
| 19 | 2007  | 13/17  | 9 septembre 2007  | Italie          | Monza       | Pole position      | McLaren-Mercedes | MP4-22      |
| 20 | 2008  | 15/18  | 28 septembre 2008 | Singapour       | Singapour   | 15e                | Renault          | R28         |
| 21 | 2008  | 16/18  | 12 octobre 2008   | Japon           | Mont Fuji   | 4e                 | Renault          | R28         |
| 22 | 2010  | 01/19  | 14 mars 2010      | Bahreïn         | Sakhir      | 3e                 | Ferrari          | F10         |
| 23 | 2010  | 11/19  | 25 juillet 2010   | Allemagne       | Hockenheim  | 2e                 | Ferrari          | F10         |
| 24 | 2010  | 14/19  | 12 septembre 2010 | Italie          | Monza       | Pole position      | Ferrari          | F10         |
| 25 | 2010  | 15/19  | 26 septembre 2010 | Singapour       | Singapour   | Pole position      | Ferrari          | F10         |
| 26 | 2010  | 17/19  | 24 octobre 2010   | Corée du Sud    | Yeongam     | 3e                 | Ferrari          | F10         |
| 27 | 2011  | 09/19  | 10 juillet 2011   | Grande-Bretagne | Silverstone | 3e                 | Ferrari          | 150° Italia |
| 28 | 2012  | 02/20  | 25 mars 2012      | Malaisie        | Sepang      | 8e                 | Ferrari          | F2012       |
| 29 | 2012  | 08/20  | 24 juin 2012      | Europe          | Valence     | 11e                | Ferrari          | F2012       |
| 30 | 2012  | 10/20  | 22 juillet 2012   | Allemagne       | Hockenheim  | Pole position      | Ferrari          | F2012       |
| 31 | 2013  | 03/19  | 14 avril 2013     | Chine           | Shanghai    | 3e                 | Ferrari          | F138        |
| 32 | 2013  | 05/19  | 12 mai 2013       | Espagne         | Catalogne   | 5e                 | Ferrari          | F138        |

### Résultats par Grands Prix
(Mise à jour après le Grand Prix automobile de Hongrie 2025)
| Grands Prix     | Participations | Pole positions | Meilleurs tours | Podiums | Hat tricks | Victoires | Années de la victoire | Abandons | Points inscrits |
| --------------- | -------------- | -------------- | --------------- | ------- | ---------- | --------- | --------------------- | -------- | --------------- |
| Abou Dabi       | 12             | 0              | 1               | 2       | 0          | 0         | -                     | 0        | 67              |
| Allemagne       | 14             | 1              | 2               | 5       | 0          | 3         | 2005, 2010, 2012      | 1        | 117             |
| Arabie saoudite | 5              | 0              | 0               | 1       | 0          | 0         | -                     | 1        | 40              |
| Australie       | 18             | 0              | 1               | 5       | 0          | 1         | 2006                  | 3        | 119             |
| Autriche        | 10             | 0              | 0               | 0       | 0          | 0         | -                     | 4        | 30              |
| Azerbaïdjan     | 7              | 0              | 0               | 0       | 0          | 0         | -                     | 0        | 16              |
| Bahreïn         | 16             | 1              | 1               | 3       | 0          | 3         | 2005, 2006, 2010      | 1        | 73              |
| Belgique        | 18             | 0              | 0               | 3       | 0          | 0         | -                     | 7        | 75              |
| Brésil          | 19             | 1              | 0               | 8       | 0          | 0         | -                     | 2        | 127             |
| Canada          | 18             | 1              | 2               | 3       | 0          | 1         | 2006                  | 8        | 100             |
| Chine           | 17             | 2              | 1               | 5       | 0          | 2         | 2005, 2013            | 2        | 109             |
| Corée du Sud    | 4              | 0              | 1               | 2       | 0          | 1         | 2010                  | 0        | 58              |
| Émilie Romagne  | 4              | 0              | 0               | 0       | 0          | 0         | -                     | 1        | 1               |
| Espagne         | 20             | 1              | 0               | 7       | 0          | 2         | 2006, 2013            | 3        | 132             |
| États-Unis      | 15             | 0              | 0               | 2       | 0          | 0         | -                     | 7        | 55              |
| Europe          | 12             | 1              | 1               | 5       | 0          | 3         | 2005, 2007, 2012      | 2        | 87              |
| France          | 8              | 2              | 0               | 3       | 0          | 1         | 2005                  | 3        | 29              |
| Grande-Bretagne | 20             | 3              | 3               | 6       | 1          | 2         | 2006, 2011            | 2        | 112             |
| Hongrie         | 20             | 2              | 1               | 5       | 0          | 1         | 2003                  | 3        | 137             |
| Inde            | 3              | 0              | 0               | 2       | 0          | 0         | -                     | 0        | 33              |
| Italie          | 19             | 2              | 3               | 6       | 2          | 2         | 2007, 2010            | 6        | 103             |
| Japon           | 20             | 0              | 1               | 5       | 0          | 2         | 2006, 2008            | 4        | 87              |
| Las Vegas       | 2              | 0              | 0               | 0       | 0          | 0         | -                     | 0        | 2               |
| Malaisie        | 16             | 2              | 1               | 5       | 0          | 3         | 2005, 2007, 2012      | 4        | 88              |
| Mexique         | 8              | 0              | 0               | 0       | 0          | 0         | -                     | 5        | 1               |
| Miami           | 5              | 0              | 0               | 1       | 0          | 0         | -                     | 1        | 17              |
| Monaco          | 19             | 2              | 1               | 4       | 1          | 2         | 2006, 2007            | 5        | 118             |
| Portugal        | 1              | 0              | 0               | 0       | 0          | 0         | -                     | 0        | 4               |
| Pays-Bas        | 4              | 0              | 1               | 1       | 0          | 0         | -                     | 0        | 36              |
| Qatar           | 3              | 0              | 0               | 1       | 0          | 0         | -                     | 0        | 29              |
| Russie          | 5              | 0              | 0               | 0       | 0          | 0         | -                     | 2        | 16              |
| Saint-Marin     | 5              | 0              | 1               | 2       | 0          | 1         | 2005                  | 1        | 26              |
| Singapour       | 14             | 1              | 2               | 5       | 1          | 2         | 2008, 2010            | 2        | 114             |
| Styrie          | 1              | 0              | 0               | 0       | 0          | 0         | -                     | 0        | 2               |
| Turquie         | 7              | 0              | 0               | 4       | 0          | 0         | -                     | 0        | 44              |
| Total           | 415            | 22             | 26              | 106     | 5          | 32        |                       | 80       | 2 363           |

## Résultats aux 24 Heures du Mans
| Année | Classe | no | Pneumatiques | Véhicule                                             | Écurie              | Équipiers                       | Tours | Pos. | Classe Pos. |
| ----- | ------ | -- | ------------ | ---------------------------------------------------- | ------------------- | ------------------------------- | ----- | ---- | ----------- |
| 2018  | LMP1   | 8  | M            | Toyota TS050 Hybrid Toyota 2.4L Bi-Turbo V6 (Hybrid) | Toyota Gazoo Racing | Sébastien Buemi Kazuki Nakajima | 388   | 1er  | 1er         |
| 2019  | LMP1   | 8  | M            | Toyota TS050 Hybrid Toyota 2.4L Bi-Turbo V6 (Hybrid) | Toyota Gazoo Racing | Sébastien Buemi Kazuki Nakajima | 385   | 1er  | 1er         |

## Résultats aux 24 Heures de Daytona
| Année | Classe | no | Pneumatiques | Véhicule                                          | Écurie                          | Équipiers                                          | Tours | Pos. | Classe Pos. |
| ----- | ------ | -- | ------------ | ------------------------------------------------- | ------------------------------- | -------------------------------------------------- | ----- | ---- | ----------- |
| 2018  | P      | 23 | C            | Ligier JS P217 Gibson GK428 4.2L V8 Atmosphérique | United Autosports               | Phil Hanson Lando Norris                           | 718   | 38e  | 13e         |
| 2019  | DPi    | 10 | M            | Cadillac DPi-V.R Cadillac 5.5L V8 Atmosphérique   | Konica Minolta Cadillac DPi-V.R | Kamui Kobayashi Jordan Taylor Renger van der Zande | 593   | 1er  | 1er         |

## Championnat du monde d'endurance (WEC)
| Année     | Écurie              | Classe | Châssis             | Moteur                            | 1     | 2     | 3        | 4     | 5     | 6     | 7     | 8     | Points | Classement |
| --------- | ------------------- | ------ | ------------------- | --------------------------------- | ----- | ----- | -------- | ----- | ----- | ----- | ----- | ----- | ------ | ---------- |
| 2018-2019 | Toyota Gazoo Racing | LMP1   | Toyota TS050 Hybrid | Toyota 2,4 L Bi-Turbo V6 (Hybrid) | SPA 1 | LMS 1 | SIL Dsq. | FUJ 2 | SHA 2 | SEB 1 | SPA 1 | LMS 1 | 198    | Champion   |

## Rallye Dakar
| Année | Écurie              | Marque       | Catégorie           | no  | Copilote  | Étape 1 | Étape 2 | Étape 3 | Étape 4 | Étape 5 | Étape 6 | Étape 7 | Étape 8 | Étape 9 | Étape 10 | Étape 11 | Étape 12 | Classement Général |
| ----- | ------------------- | ------------ | ------------------- | --- | --------- | ------- | ------- | ------- | ------- | ------- | ------- | ------- | ------- | ------- | -------- | -------- | -------- | ------------------ |
| 2020  | Toyota Gazoo Racing | Toyota Hilux | T1.1 4x4 TT Essence | 310 | Marc Coma | 11e     | 63e     | 4e      | 13e     | 7e      | 6e      | 6e      | 2e      | 9e      | 56e      | 8e       | 4e       | 13e                |

## Résultats aux500 milesd'Indianapolis
| Années | Équipes            | Châssis           | Moteur    | Position de départ | Classement à l'arrivée |
| ------ | ------------------ | ----------------- | --------- | ------------------ | ---------------------- |
| 2017   | Andretti Autosport | Dallara DW12 (en) | Honda     | 5e                 | Abandon                |
| 2019   | McLaren Racing     | Dallara IR12 (en) | Chevrolet | Non-qualifié       | Non-qualifié           |
| 2020   | Arrow McLaren SP   | Dallara IR12 (en) | Chevrolet | 26e                | 21e                    |

## Résultats dans d'autres disciplines
| Année | Discipline                                   | Classement |
| ----- | -------------------------------------------- | ---------- |
| 1988  | Championnat des Asturies de karting Enfant   | 1er        |
| 1989  | Championnat de Galice de karting Enfant      | 1er        |
| 1989  | Championnat des Asturies de karting Enfant   | 1er        |
| 1990  | Championnat du Pays basque de karting Enfant | 1er        |
| 1990  | Championnat des Asturies de karting Enfant   | 1er        |
| 1991  | Championnat d'Espagne de karting Cadet       | 1er        |
| 1993  | Championnat d'Espagne de karting Junior      | 1er        |
| 1994  | Championnat d'Espagne de karting Junior      | 1er        |
| 1995  | Championnat d'Espagne de karting Junior      | 1er        |
| 1995  | Coupe du monde de karting Junior             | 2e         |
| 1996  | Championnat d'Espagne de karting Junior      | 1er        |
| 1996  | Coupe du monde de karting Junior             | 1er        |
| 1997  | Championnat d'Italie de karting Inter-A      | 1er        |
| 1997  | Championnat d'Espagne de karting Inter-A     | 1er        |
| 1998  | Championnat d'Espagne de karting Inter-A     | 1er        |
| 1998  | Championnat d'Europe de karting Inter-A      | 1er        |
| 1999  | Euro Open by Nissan                          | 1er        |
| 2001  | Coupe des nations                            | 1er        |